# 中国美术史
中國美术是指中国历史上发展起来的视觉艺术形式，涵盖了绘画、雕塑、书法、陶瓷、建筑等多个领域，是中国文化的重要组成部分。中国美术有着悠久的历史，最早可追溯至石器时代的彩陶和石刻艺术。随着历史的发展，受到儒家、道家、佛教等思想的影响，中国美术在技法、形式与主题上不断演变。其中，中国古代绘画强调意境与表达情感。中国书法则以汉字的笔画与结构美感为基础，追求形式与内涵的和谐。
中国美术有着獨特的延續性，明代的作品可以看到唐代的影响；清代的画作繼承着宋代的特色，在临摹的同時有所创新。歷代以來，雖然每位中國畫師的畫風及技巧各有不同，但創作主题经常是圍繞着自然生態。歷代中国艺术皆可看到宗教的影响，不少作品的绘画方式有着道教阴阳二元论的色彩：意境的虚與实；用筆的輕與重。此外，不少作品更會出現中國神話人物。這些特色元素都可在中國畫中窺得一二。
中国艺术作品多見於宫廷和学院，其影响遍及整个东亚地区，包括朝鲜、越南、新加坡、马来西亚和印度尼西亚。十六世纪，法國等西欧各國湧見中國熱，对中国的许多方面均十分追捧，中国的工艺品尤其是瓷器與陶器在西欧各國相當受歡迎，這時的中国艺术对欧洲的艺术發展有着顯著的影响。

## 先秦

### 石器时代

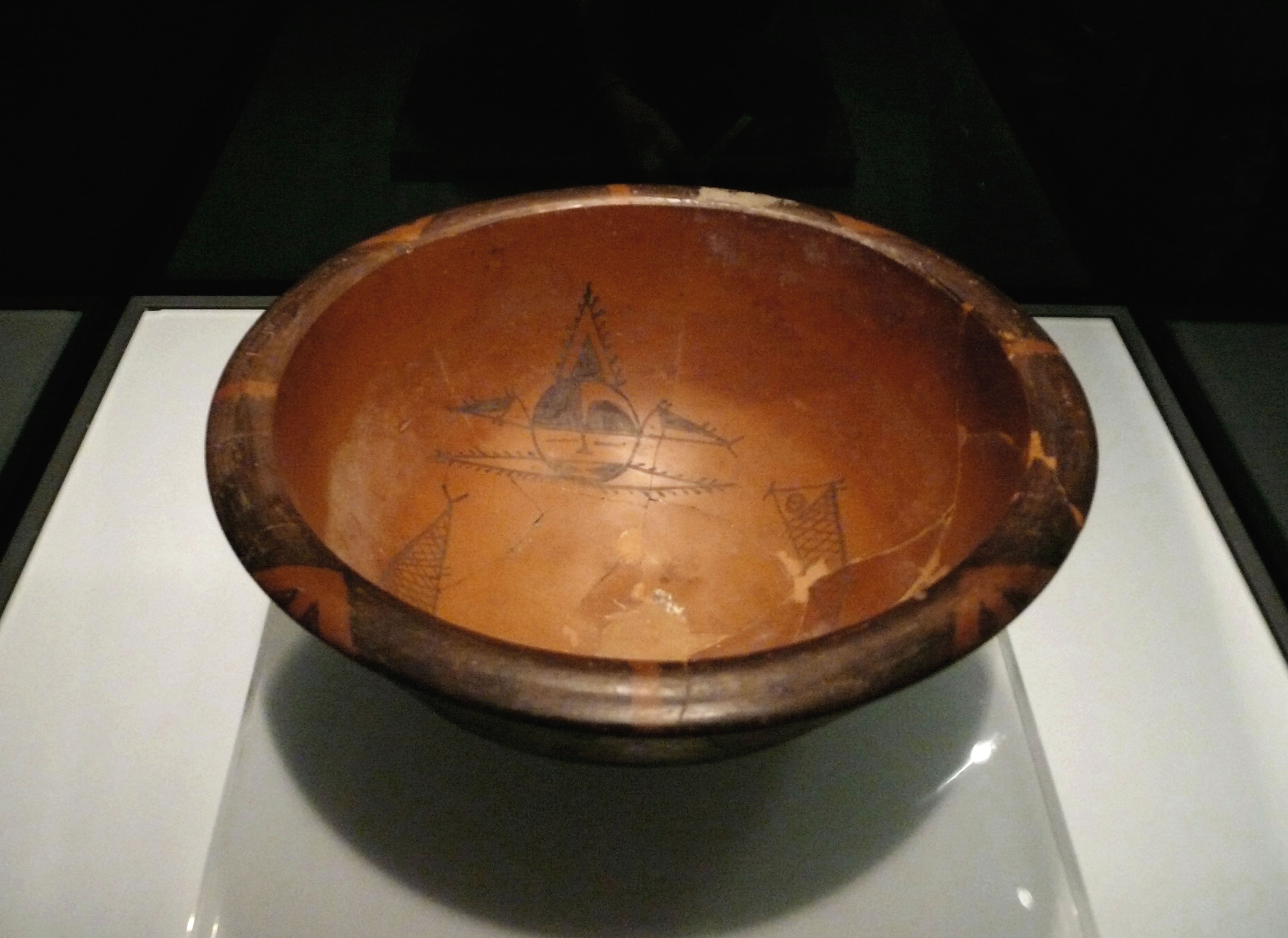
人面鱼纹彩陶盆，半坡遗址出土，（新石器时代）中国国家博物馆藏

旧石器时代的粗石器，已能磨光雕琢、钻孔，符合对称、均衡等形式美法则，初具节奏和线条的韵律美。在新石器时代的仰韶文化中，可以找到中国美术的早期形式，这种形式一直延续直公元前6世纪。早在红山文化时期，就已经有玉雕的龙形及其他佩饰作品出土，从半坡遗址中可以发现，仰韶时期已经有陶艺存在。早期的陶瓷制品没有画上去的图案，但是有滚花。有很多画有以对称形式展开的鱼或者人的面部的图案。
新石器时代文化的艺术代表，尤以仰韶文化、马家窑文化、大汶口文化、良渚文化和红山文化等遗址中的出土器物最具代表性。彩陶是这一时期最重要的美术形式之一。新石器时代的彩陶，从几何纹饰进展到动植物纹样，其中以仰韶文化和马家窑文化的彩陶纹样最为丰富生动。除彩陶之外，具有独立审美价值的人像、动物陶塑也同时出现。此外，良渚文化出土的大量玉器，如玉璧、玉琮等，雕刻精美，反映出当时的社会结构和宗教礼仪制度。

### 青铜艺术

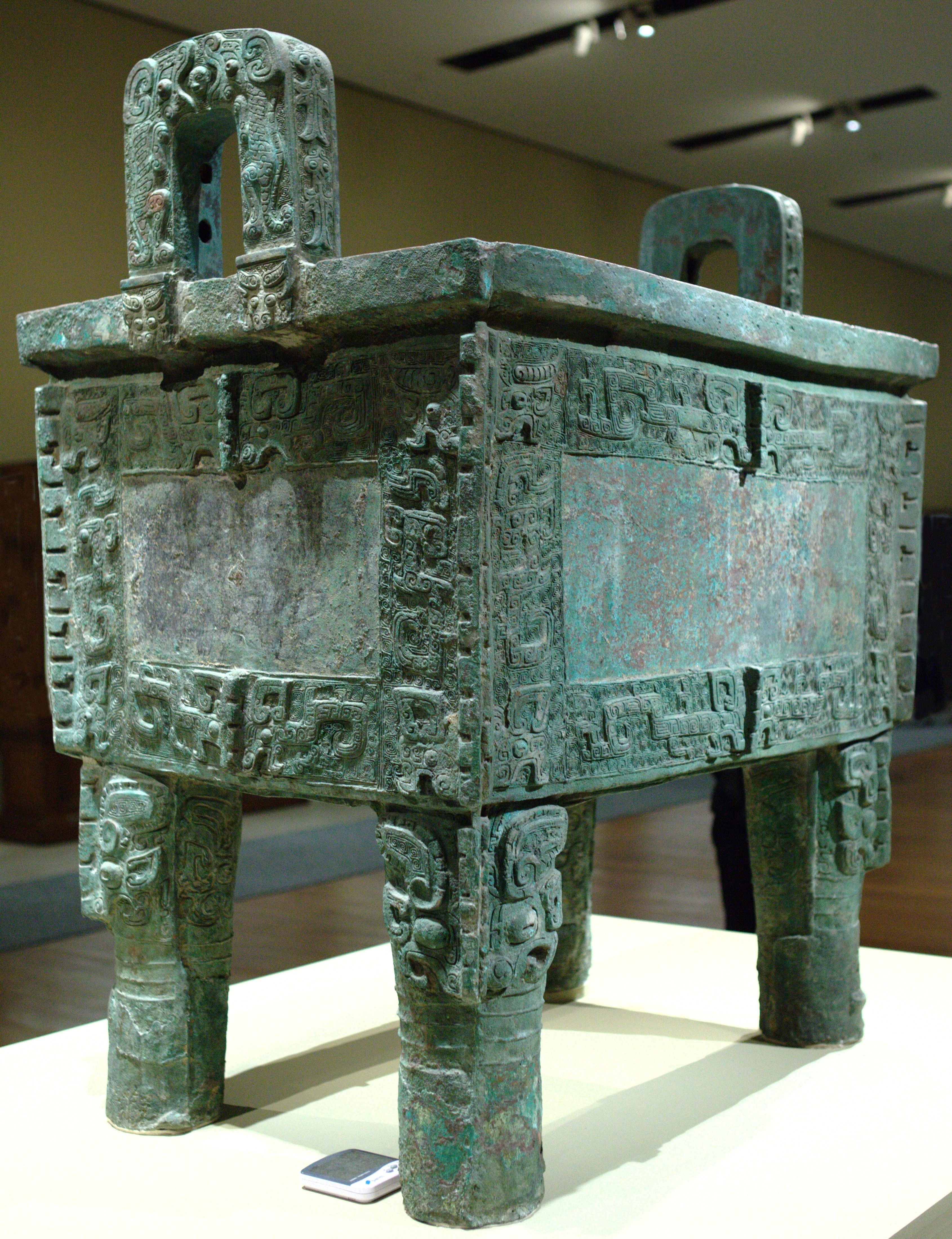
后母戊鼎（商代），中国国家博物馆藏

商周和春秋时期以富有想象力和装饰性的青铜器作为这一时期美术成就的标志。商代，青铜器制造达到高峰，其器物种类繁多，工艺精湛，纹饰复杂。商代青铜器以饕餮纹、夔龙纹、云雷纹等为主要装饰图案，常见器物包括鼎、簋、卣、爵、觚等。著名作品如后母戊鼎，其体量宏大，结构严谨，纹饰庄重。商代晚期的青铜器装饰更加繁缛，出现了铭文，成为研究文字和历史的重要资料。周的青铜器继承并发展了商传统，器形趋于规整，纹饰更为简约，铭文增多。西周青铜器强调对称与秩序，如毛公鼎、散氏盘等，铭文内容丰富，有重要史料价值。东周时期，尤其是春秋战国之际，青铜器艺术逐渐从宗庙礼器向实用、陈设、武器等扩展，装饰风格日益多样，出现了错金银、镶嵌绿松石等新技术，及青铜镜、青铜剑和带钩等实用器具。

### 绘画与文字

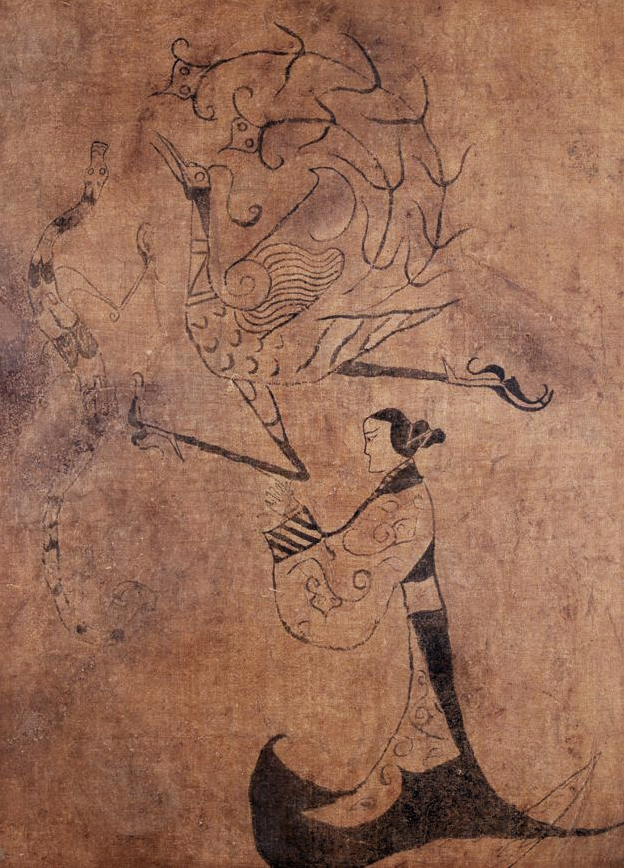
《人物龙凤帛画》（战国），出土于湖南长沙东南郊楚墓，是中国现存最早的帛画之一，湖南博物院藏

绘画在先秦时期多以陶器、青铜器、漆器和帛画上的图案表现为主，中国目前已经发现最早的绘画为长沙楚墓出土的帛画《龙凤仕女图》以及战国时期的《御龙图》，绘画内容涉及人物、动物、云气等，构图对称，色彩艳丽，具有浓厚的宗教与巫术色彩。。
文字艺术在先秦时期也有重要发展。出现甲骨文和金文，甲骨文多刻于龟甲兽骨之上，用于卜辞，字形古朴。金文多铸于青铜器上，其笔画结构与装饰图案融合，具有很强的艺术表现力。特别是在西周中晚期至东周，金文的书法艺术性逐步增强，形成了章法整齐、笔画遒劲的风格，为后世篆书奠定基础。

## 秦汉
秦汉时期，随着国家的统一、中央集权制度的确立促进了经济与文化的发展。秦汉以秦始皇陵兵马俑和霍去病墓石刻为代表，雕塑艺术成就卓著。绘画品类繁多，帛画、壁画、画像石、画像砖，异彩纷呈。篆隶形成中国书法艺术。

### 青铜艺术
青铜器在秦汉时期延续了商周传统，在形式与装饰上趋于简化与实用。西安秦始皇陵兵马俑坑出土的大量铜车马、弓弩结构件。汉代青铜器数量繁多，品类广泛，既有宗庙礼器，也有日常器物。长信宫灯是汉代宫廷漆铜灯具的代表，造型为一侍女捧灯，结构精巧。汉代铜镜背面装饰常绘有神兽、铭文与几何等图案，具有实用与装饰双重功能。

### 雕塑艺术
秦始皇陵兵马俑是秦代雕塑艺术的代表。出土于陕西西安临潼的兵马俑，其规模宏大、形象按照形象按照秦军实际情况而设计。兵马俑包含步兵、骑兵、战车兵等不同军种，形象生动，崇尚写实。除兵马俑外，秦陵兵马俑还出土了大量陶马、陶车、青铜车马等。西汉石雕风格以“循石造型”为特点，在保留原石形制的基础上稍作加工，形式朴质粗狂，以霍去病墓石雕为代表，霍去病墓石刻位于甘肃省武威市以北的凉州霍去病墓，是西汉名将霍去病之墓的组成部分，现存石刻马踏匈奴等14件，雕刻采用高浮雕与圆雕结合，整体风格粗犷简练。其他的汉代雕塑代表作有马踏飞燕和击鼓说唱俑等。

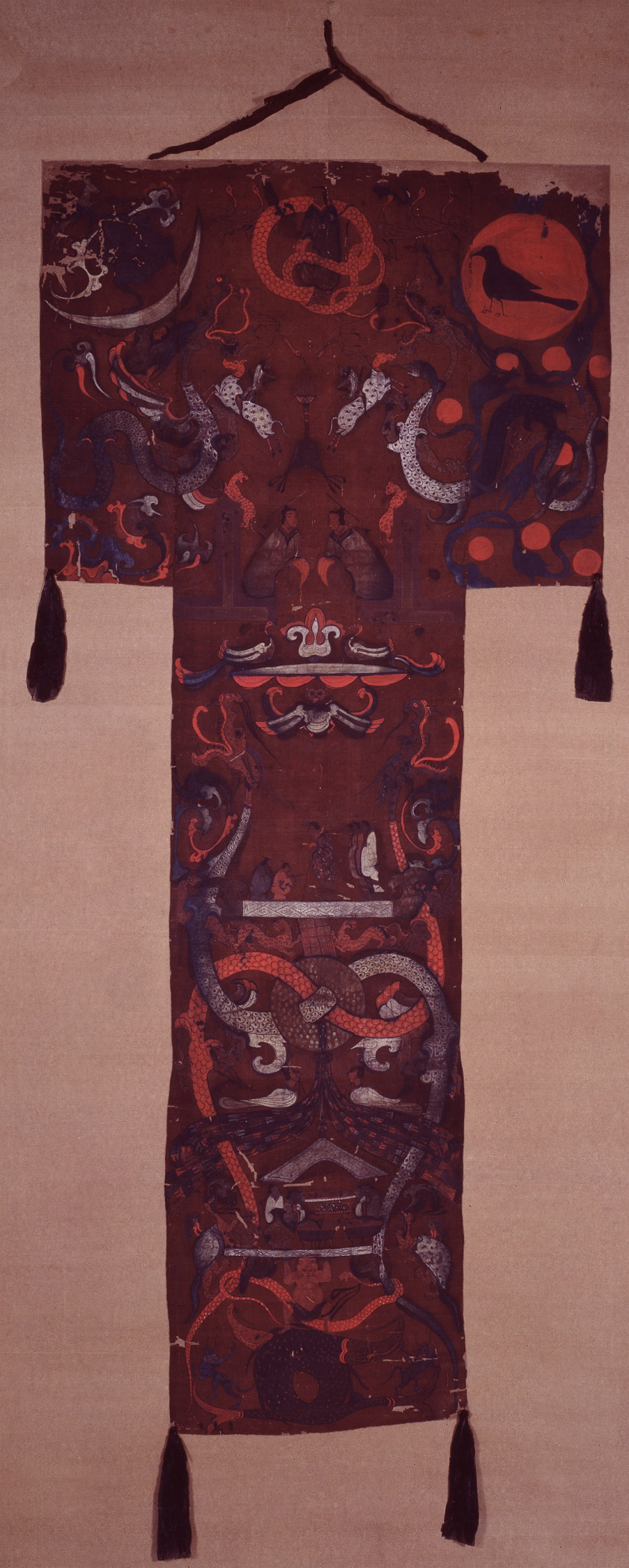
马王堆一号墓T型帛画（西汉），湖南博物院藏

### 玉器艺术
玉器在秦汉时期广泛用于礼仪、丧葬与装饰。秦代玉器受战国影响，常见玉佩、玉璧、玉珮饰等。汉代玉器用途更加多样，尤其在丧葬礼俗中地位显著，形成了以玉殓尸的制度。西汉中山靖王刘胜及其夫人窦绾墓中出土的“金缕玉衣”，由数千片玉片以金丝缀连。其他常见玉器包括玉璧、玉琀、玉带钩、玉剑饰、玉握等。

### 绘画与文字
汉时画迹今已几乎无存，最完整的为马王堆汉墓出土的“T”形帛画。画面分为天、地、人三层，上层为日月星辰与仙人，中层为墓主升仙与仪仗队列，下层为冥界，构图复杂，色彩丰富，描绘了墓主人的地上和地下生活。
秦汉时期的文字艺术主要体现在青铜器铭文、石刻与简牍上。篆书在秦代成为官方文字标准，李斯所制定的小篆成为统一书体，著名作品有《泰山刻石》《峄山刻石》等石刻，笔画整齐。汉代文字出现隶书，隶书笔画横平竖直，转角分明，著名作品包括《乙瑛碑》《曹全碑》等。

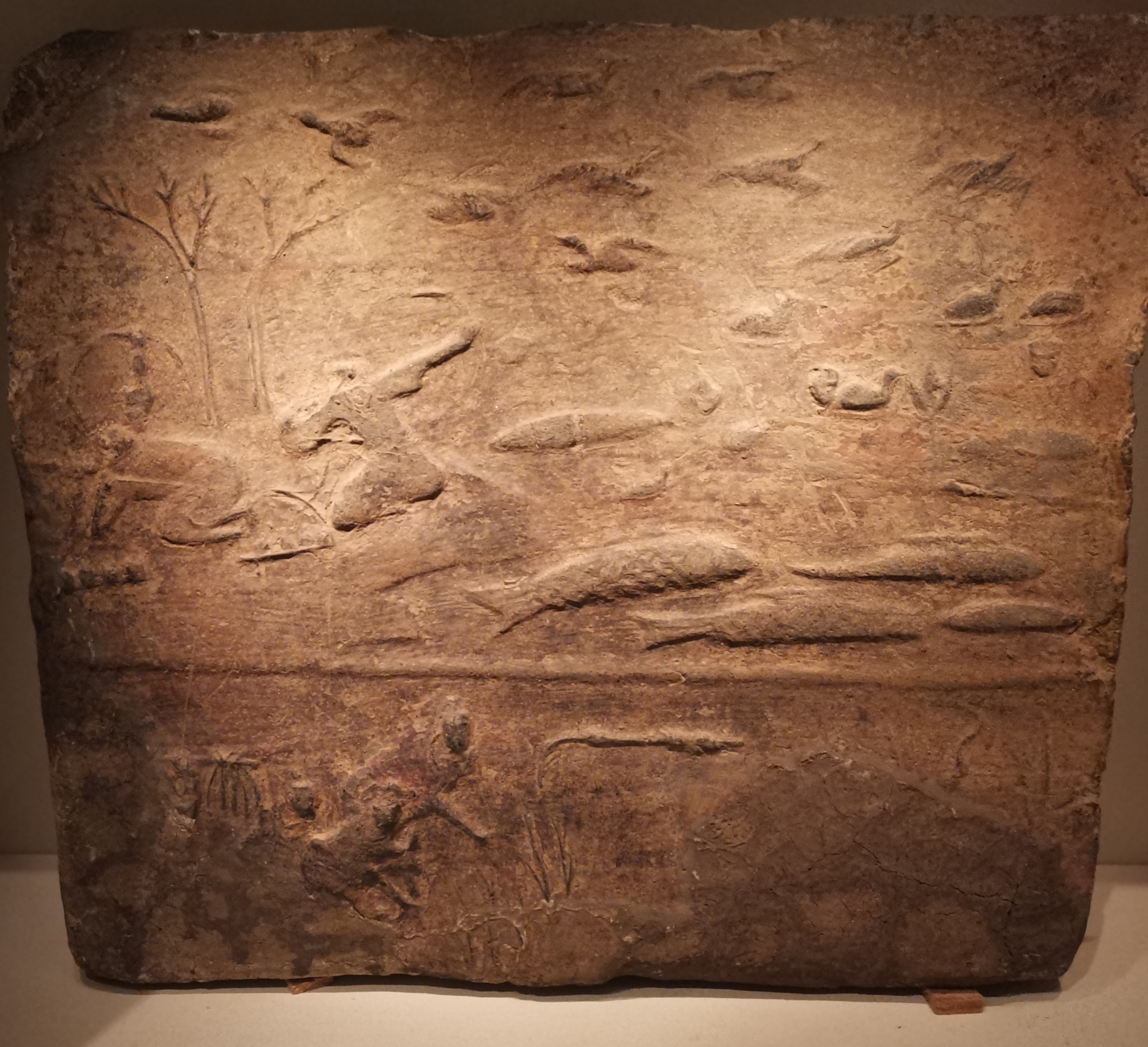
收获渔猎图画像砖（东汉），中国国家博物馆藏

### 画像石与画像砖
西漢統治者也同樣重視可以為其政治宣傳和道德說教服務的繪畫，在西漢的武帝、昭帝、宣帝時期，繪畫變成了褒獎功臣的有效方式，宮殿壁畫建樹非凡。東漢的皇帝們同樣為了鞏固天下，控制人心，鼓吹“天人感應”論及“符瑞”說，祥瑞圖像及標榜忠、孝、節、義的歷史故事成為畫家的普遍創作題材。漢代厚葬習俗，使得我們今天可以從陸續發現的壁畫墓、畫像石及畫像磚墓中見到當時繪畫的遺跡。著名的画像石有山东肥城孝堂祠、嘉祥武梁祠石刻等。

## 魏晋南北朝

### 石窟艺术

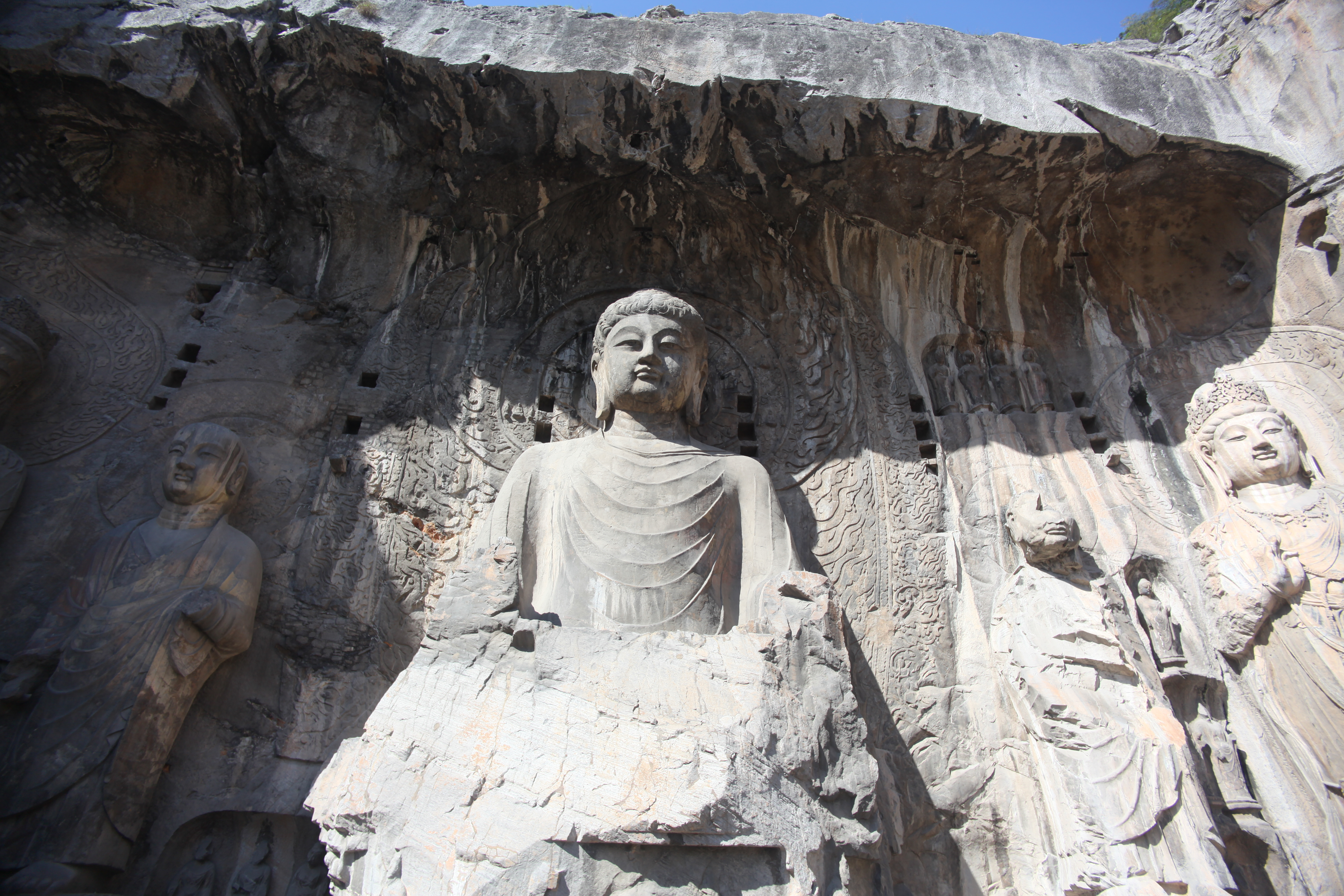
龍門石窟，今存有窟龕2100多個，造像10萬餘尊，碑刻題記3600餘品。其中「龍門二十品」是書法魏碑精華，唐代著名書法家褚遂良所書的「伊闕佛龕之碑」則是初唐楷書藝術的典範。

魏晋南北朝时期政治动荡，各民族融合，佛教文化与士人风尚盛行。佛教于公元1世纪传入中国。到8世纪，它在艺术领域已经展现了卓著的效应，尤其在大型宗教塑像方面。佛教艺术勃兴，敦煌石窟、云岗石窟、龙门石窟等相继开凿。云冈石窟始建于北魏太武帝时期，是由国家主持的大型造像工程，现存窟龛45个，造像51000余尊。龙门石窟始建于北魏孝文帝迁都洛阳后，其佛像面容圆润，身躯饱满，衣纹线条柔和，是北魏晚期至唐代的重要佛教石窟。敦煌莫高窟自十六国时期起开凿，至北魏、北周持续发展，是集雕塑、壁画、建筑于一体的综合性艺术。魏晋南北朝时期大量的壁画和泥塑，在描绘宗教内容的同时，反映着现实的生活，除民间画工外，士林画家大量涌现。

### 绘画与书法
东晋画家顾恺之的《女史箴图》（现存摹本）、《洛神赋图》是中国美术早期人物画的代表作，《女史箴图》用笔如春蚕吐丝，紧劲连绵，形神兼备，格调古逸，内容是宣传封建女性的德行修养。中国传统人物画注重“成教化，助人伦”的教育功能，由此可见一斑。这一时期的著名人物画的代表画家还有三国吴人曹不兴，南朝梁张僧繇和北齐曹仲达等。

書法方面，東晉書法家王羲之被後人名為古今之冠，字勢雄逸瀟灑。著名作品有《蘭亭集序》、《快雪時晴帖》等。他的書法運轉自如，別樹一幟，受到後人的讚賞，与其子王献之并称为“二王”。北朝碑刻书法风格多为方整雄健的北魏楷书，如《郑羲碑》《元怀墓志》代表北碑书风，后世称之为“魏碑”。

### 绘画理论
南魏晋北朝时期，宗炳、谢赫，顾恺之等人提出绘画理论。南朝宋画家与理论家宗炳的《画山水序》提出“澄怀观道，以应万物”，将山水画提至哲学层面。南齐画家与理论家谢赫在《古画品录》中提出“六法论”，对中国传统绘画产生深远影响。顾恺之在《论画》中强调人物画的“传神”，注重刻画人物的精神面貌与性格气质，还提出“以形写神”，“迁想妙得”等创作思想。

## 隋唐

### 人物画

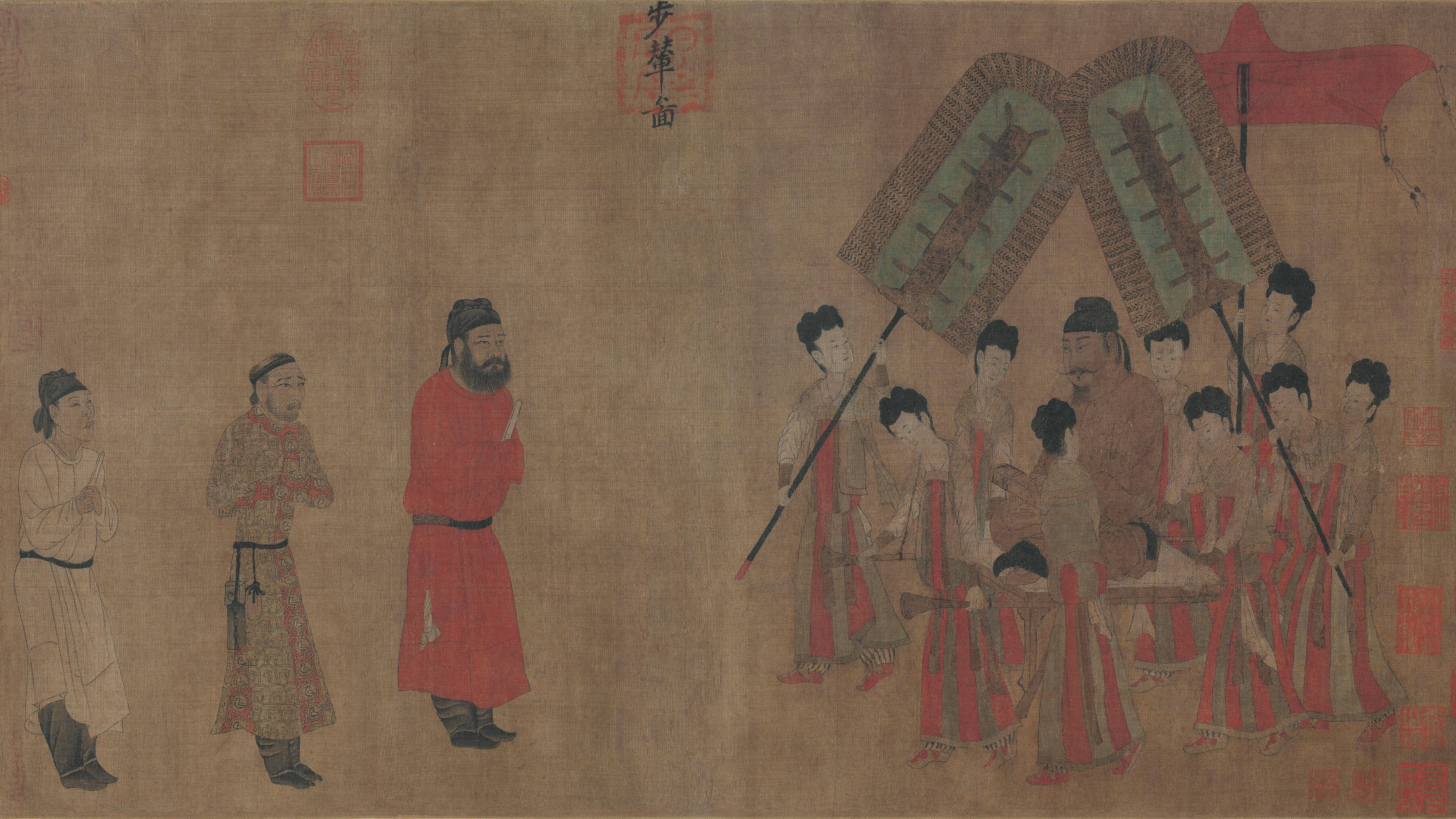
《步辇图》（唐），阎立本，故宫博物院藏

隋唐则“君子之于学，百工之于艺，自三代历汉，至唐而备矣。”尤以绘画、雕塑成就辉煌。就绘画而言，唐代是中國繪畫史上的完備時期，人物畫的神韻、題材、技法與藝術感染力到達巔峰，而山水畫與花鳥畫也逐漸邁向成熟期。
隋代的展子虔是人物与山水画的过渡性人物，其《游春图》被认为是现存最早的山水画卷，兼具人物、楼阁与山水构图。唐代人物画发展迅速，注重写实与神态表达。阎立本是初唐时期的重要人物画家，擅长肖像画和历史画，其《历代帝王图》《步辇图》为其代表作，体现了对人物个性的生动刻画。吴道子是盛唐时期的画家，以宗教人物画著称，被称为“画圣”，其线条有“吴带当风”之称，代表作包括《送子天王图》、《地狱变相图》等，虽多佚失，但其风格通过摹本和文献得以流传。而张萱與周昉的仕女画标志着人物画巔峰的建立。

### 山水画

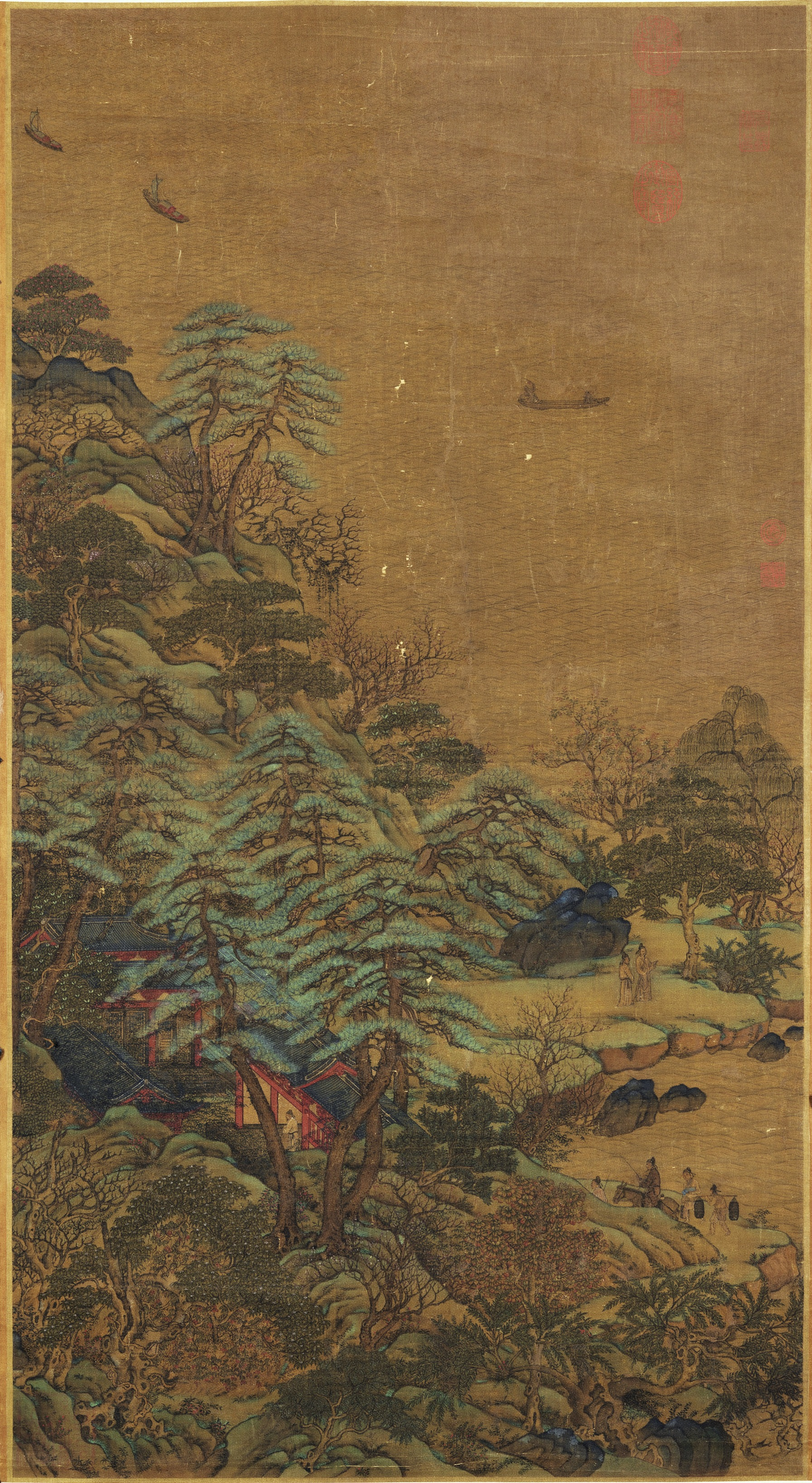
《江帆楼阁图》李思训（唐），国立故宫博物院藏

唐代时，山水画已摆脱了作为人物画背景的附属地位而成为一个独立的画种，初唐画家李思训、李昭道父子开创“金碧山水”画风，以青绿为质，金碧为文，强调青绿设色与工整布局，代表作有李思训《江帆楼阁图》与李昭道《明皇幸蜀图》。中晚唐时期，王维则将山水画推进至水墨写意风格，强调意境与诗情画意，创“破墨”技法，其作品表现出“诗中有画，画中有诗”的理念，被后人誉为南宗山水画的奠基者。画家王洽则开创泼墨山水。唐代已经形成了中国画山水画的北派和南派的雏形。唐代薛稷的鹤，边鸾的孔雀，刁光胤的花竹，也说明工笔花鸟画已开始兴起。

### 雕塑艺术

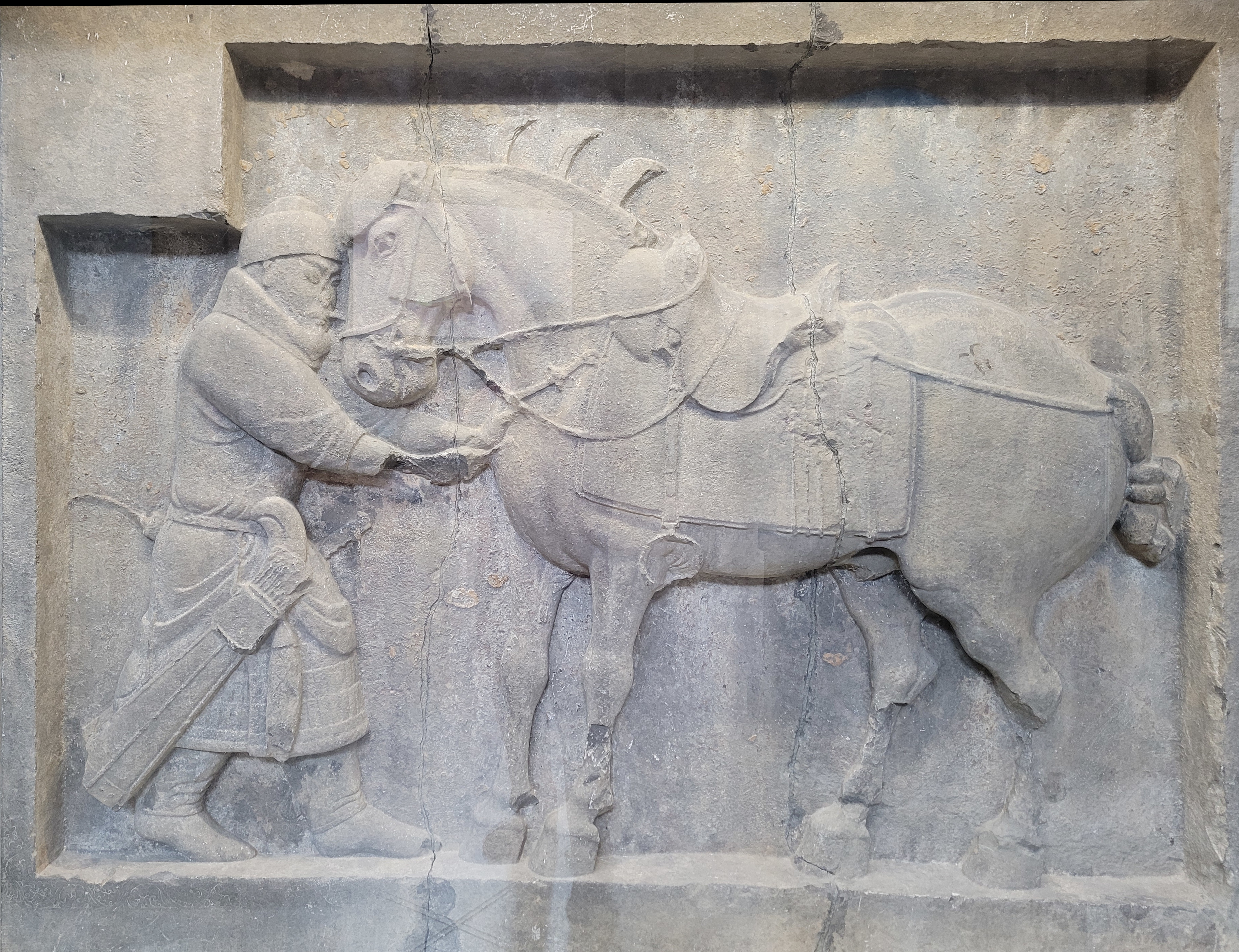
昭陵六骏中的飒露紫（唐），宾夕法尼亚大学考古学与人类学博物馆藏

隋唐雕塑最引人注目的当推陵墓雕刻。昭陵石刻中那组以描绘李世民生前所骑六匹战马的浮雕像“昭陵六骏”雕工精细，形体准确，造型生动，是中国雕塑史上的杰作。龙门石窟、敦煌莫高窟、麦积山石窟、天龙山石窟、巩义石窟寺等为唐代重要佛教造像。龙门石窟奉先寺卢舍那大佛为盛唐雕塑代表作之一，高达17.14米，面容端庄慈祥，衣纹流畅，体现唐代雕塑成熟风格。敦煌第45窟的佛像、麦积山第127窟的菩萨像也具有较高艺术水平。
陶瓷方面，唐三彩是唐代陶俑和彩陶的典型代表，盛行于盛唐至中唐，使用低温铅釉和多色彩绘技术，釉色以黄、绿、白为主，器型包括人物俑、马俑、骆驼俑、日用品等，造型生动，釉色华丽。

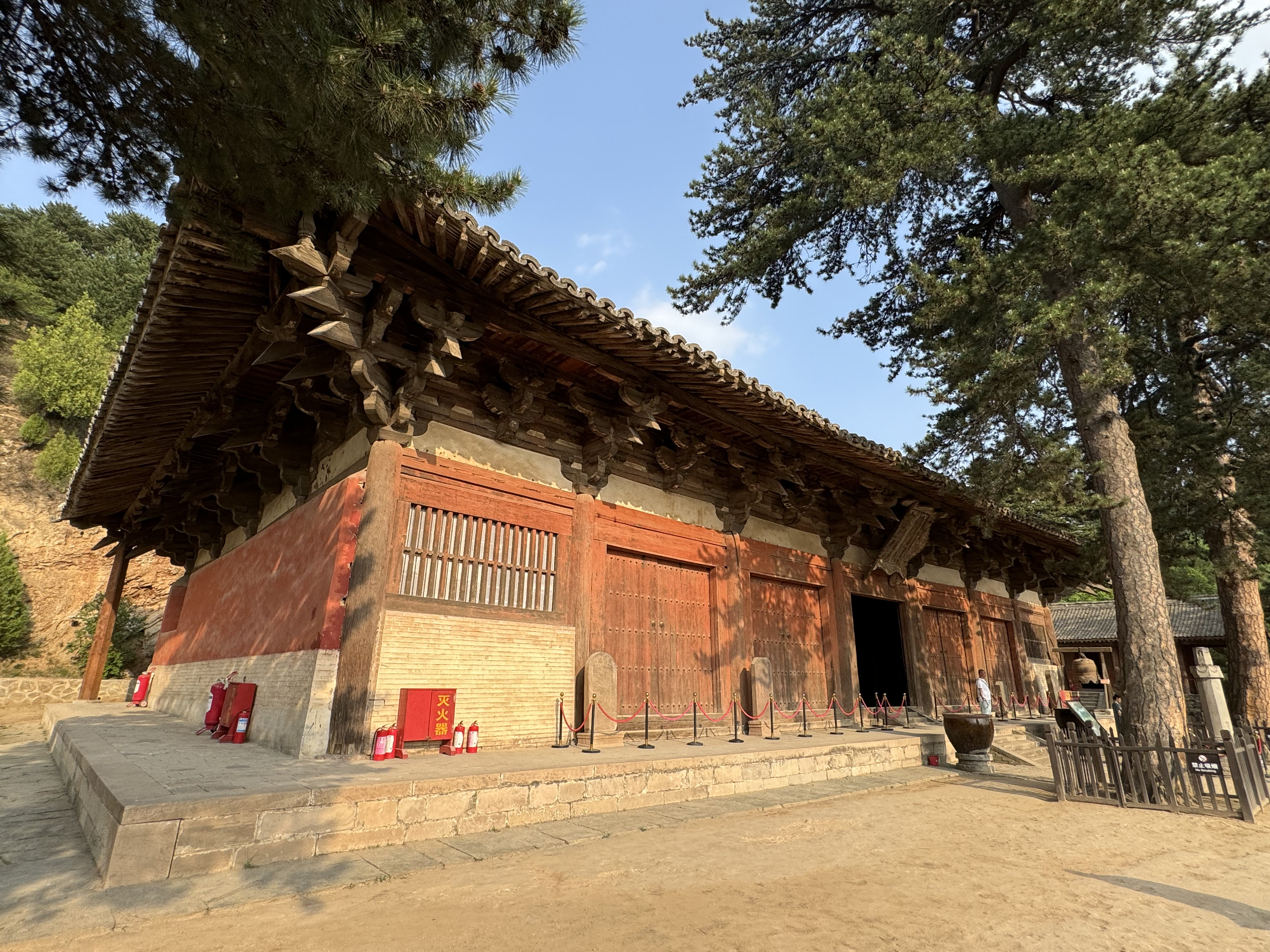
佛光寺东大殿（唐），山西五台

### 建筑艺术
隋唐建筑以轴线对称、等级分明为特征，宫殿、寺院、塔刹等建筑形式逐渐定型。隋代大兴城（长安）奠定唐长安城布局基础，唐代长安城格局整齐，坊市分明，为后世中国都城的典范。佛教建筑在唐代尤为发达，寺庙布局形成以佛殿、讲堂、塔、僧舍为中心的空间结构。现存唐代木构建筑罕见，山西五台南禅寺大殿、佛光寺东大殿为现存最早唐代木构建筑实物，结构采用抬梁式构架，斗拱简练，屋顶坡度平缓。

### 书法艺术
隋代书法承魏碑风尚，北齐、北周碑刻中保留了浓重的“魏碑”书风。唐代书法种类齐全，楷、行、草、隶、篆各体均有大家。楷书方面，以欧阳询、虞世南、褚遂良为初唐三大家，书风严整清劲，结构匀称。欧阳询《九成宫醴泉铭》、虞世南《孔子庙堂碑》、褚遂良《雁塔圣教序》为代表作。盛唐颜真卿、柳公权继承并发展楷书，颜体雄浑厚重，柳体刚健清峻，影响深远。张旭、怀素为盛唐草书代表，张旭《肚痛帖》《古诗四帖》，怀素《自叙帖》《千字文》以奔放豪迈著称。

## 五代至两宋

### 五代绘画

#### 南北山水画

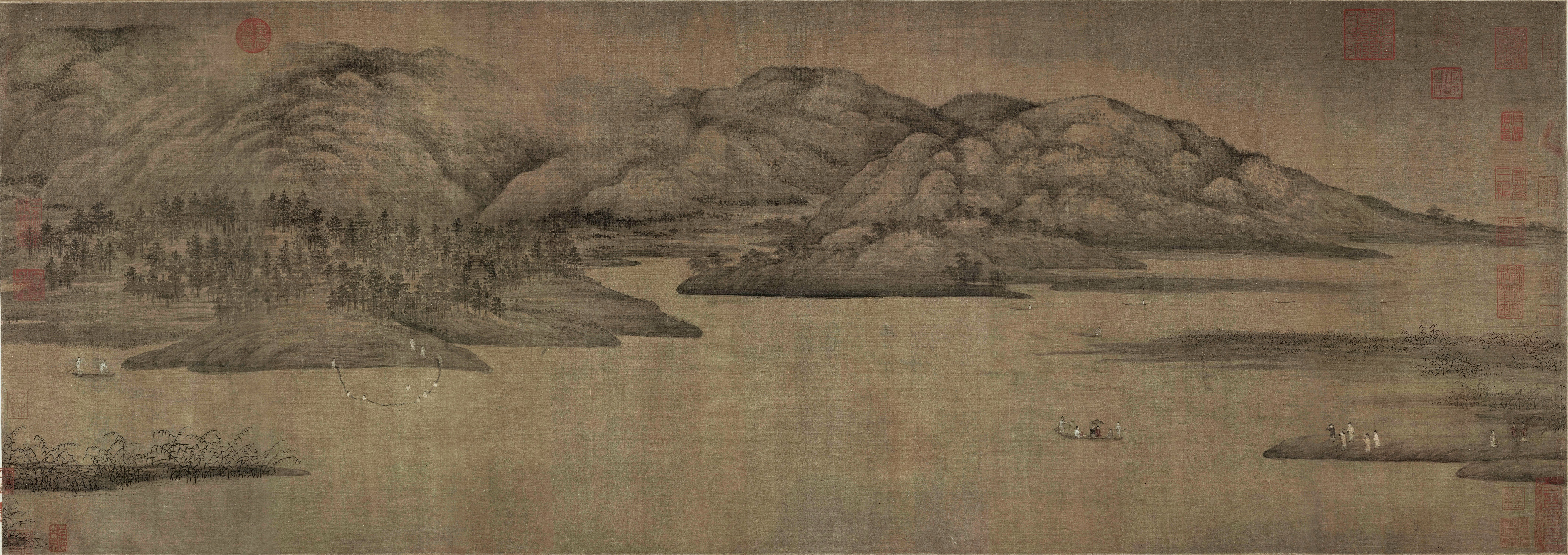
《潇湘图》董源（五代南唐），故宫博物院藏

五代十国，山水画步入发展期，并走向成熟。画家深入自然，形成两种不同的画派，北方山水画以荆浩，关仝为代表，南方山水画以董源，巨然为代表。前者气势宏伟、雄浑壮阔，后者平淡天真、秀美抒情。董源生于山青水秀的南方，所画风光与北方荆、关画中的雄伟险峻的山水相比，更带有秀美抒情的意趣。其山水画有水墨和青绿二体，尤善水墨山水，如《潇湘图》。皴擦点染结合并用，创造了披麻皴和点子皴等表现方法，画出山川远近层次和烟云气氛，具有革新精神。画中点景人物多穿插贵族游乐或风俗情节，以青红重彩描绘，具有富廷绘画的痕迹。董源的追随者巨然，其山水画笔墨秀润，较之董源更充满田园自然风致。董源山水画中“平淡天真”的风格特别受到北宋书画家米芾的推崇，并在元明以后产生重大影响。北方山水代表荆浩则擅描绘了崇山峻岭，气势宏伟的北方山水。而关全写景绘形更为概括提炼，笔简气壮，最少意长。善画秋山、寒林、村居、野渡等景色。

#### 人物画
五代人物画方面，周文矩与顾闳中皆为代表画家。周文矩擅长宫廷人物画，《重屏会棋图》描绘士人闲雅生活，风格工整细腻。顾闳中《韩熙载夜宴图》以连环长卷形式表现五代士大夫夜宴场景，反映出写实性与叙事性结合的创作取向。

### 两宋绘画

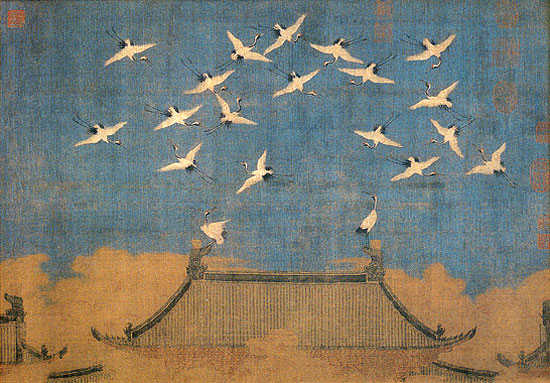
《瑞鶴圖》宋徽宗 （北宋），辽宁省博物馆藏

北宋结束了割据造成的分裂和隔阂，社会保持着相对安定局面，商业、手工业迅速发展，科技的进步促进了工艺美术的发展和提高。皇室贵族对美术品需求量的增长，统治者对美术的爱好和熏视，士大夫对书画文玩的欣赏收藏也蔚然成风，推动了美术的新发展。城市的繁荣，市民阶层的壮大，使美术与社会民众建立了较前代更为广泛和密切的联系，扩展了美术的表现范围，题材、风格更为多样。宋代的美术在唐代美术的基础上获得全面发展，出现了技巧成熟和创作繁荣的景象。
绘画方面。宋代绘画是中国绘画艺术高度繁荣时期。山水、人物、花鸟三大画科的技法类型都得到了空前的发展。民间绘面，官廷绘画、士大夫绘面各自形成体系，彼此同又互相影响、吸收、渗透、构成宋代绘画丰富多彩的面貌。宋代城市繁荣和对绘画需求量的增加，出现了许多以卖画为生的民间职业画家。他们的创作具有明显的商品化性质，适应市场需求而作。例如善画“照盆孩儿”的刘宗道，善画婴儿的杜孩儿等。

#### 文人画与民俗画

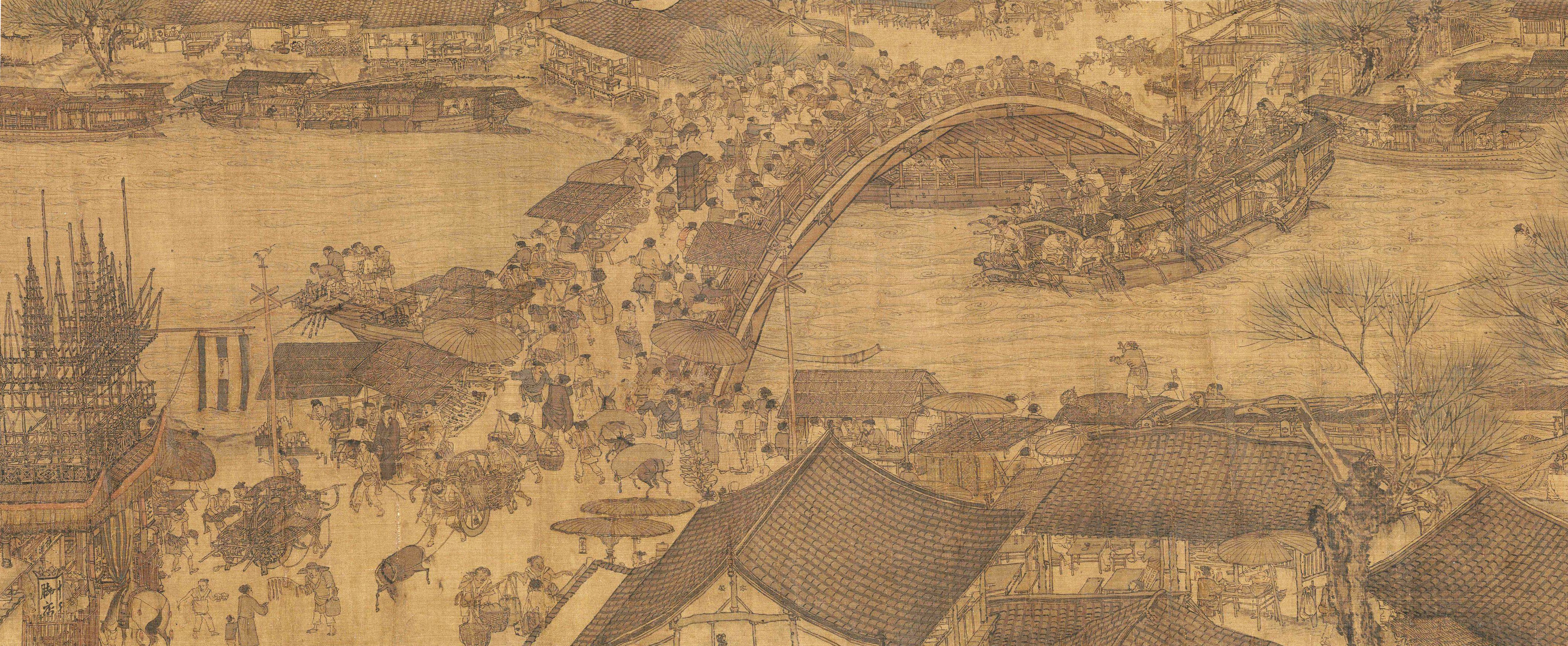
《清明上河图》局部，张择端（北宋），绘畫了清明时，北宋京城汴梁及汴河两岸的都市景象。故宫博物院藏。

宋代统治者设立画院，宫廷绘画呈现兴旺活跃的景象，後世文人画通常將繪畫傳統回溯至此時。文人画讲求画中寓志与自我表达。苏轼、米芾为北宋文人画的重要代表。苏轼虽非职业画家，但其“士人画”观念影响深远，强调画为心声。米芾则兼擅书画，其“米点山水”法对后世产生重要影响。南宋文人如梁楷、马麟、赵孟坚等继续拓展文人画的表现方式，梁楷的《泼墨仙人图》与《李白行吟图》以潇洒奔放的笔墨体现文人画精神。此外，新的繪畫內容如民俗畫也開始出現，如北宋张择端的《清明上河图》，以长卷式构图，生动地描绘汴京（今开封）的繁华景象，如实地展示了当时的社会生活风貌。

#### 山水画

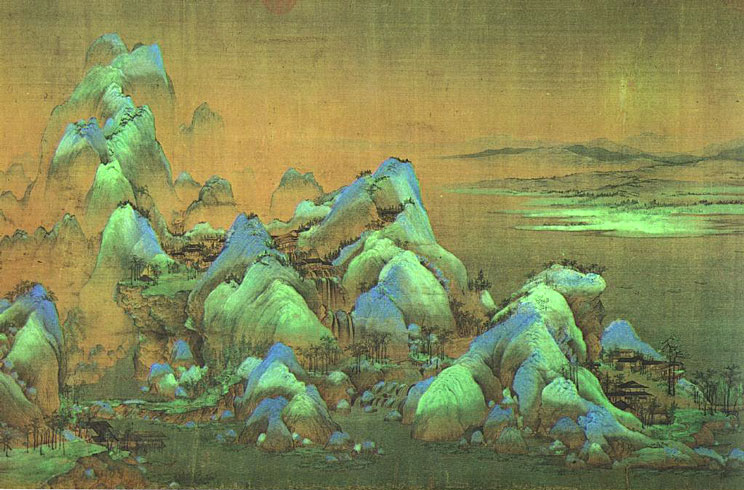
《千里江山图》局部，王希孟（北宋），故宫博物院藏

两宋时期山水画最後人著墨最多的部份，北宋李成擅长平远畫風，代表作有《晴峦萧寺图》等。范宽绘画强调山势嶙峋、气势磅礴，其《溪山行旅图》构图严谨，用笔厚重，是北宋山水画的代表作。郭熙提出“三远”法则（高远、深远、平远），并撰写《林泉高致》总结山水画理论，其代表作《早春图》展示北方山水的生动景象。此外，许道宁的林木野水，郭熙的巨嶂高壁，惠崇、赵令穰的抒情小景，米芾、米友仁父子的云山墨戏，王希孟的青绿山水，使北宋山水畫呈現高度成熟的狀態。到了南宋，大山堂堂的繪畫風格不再，取而代之的是大量留白的繪畫方式，风格被称为“边角构图”。李唐繼承前朝，但開展出了獨特的斧劈皴技巧來畫山石，後來的院畫家如马远、夏圭基本上追隨李唐的風格，然而在畫面上注重剪裁、大片留白渲染，呈現空氣感，被稱作是诗意山水，一變為纖巧，反映了山水画的不断变革和发展。

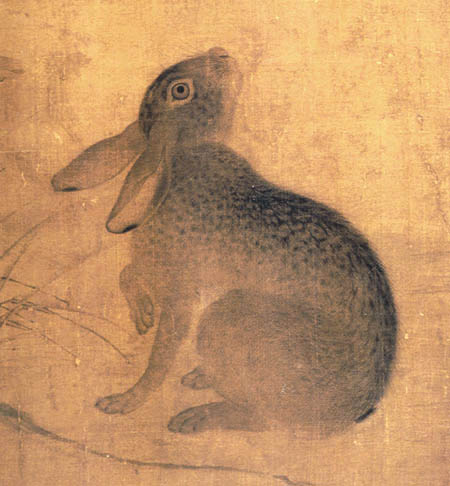
《雙喜圖》崔白（北宋），國立故宮博物院藏

#### 花鸟画
花鸟画也有着长足的进步。五代时徐熙的汀花野竹，黄筌的奇花异鸟分别具有野逸和富贵两种不同的风格。到了北宋，花鳥畫從對稱的裝飾性轉變為寫實生動，強調擬真，赵昌的折枝花卉，易元吉的猿猴，崔白的败荷凫雁可以看作是北宋早中期的代表。到了宋徽宗赵佶主政，刻意經營畫院，仿效科舉考試納才，增加畫院的待遇，讓徽宗朝成為宋代繪畫的高峰，其院体花鸟画，強調精細寫實，栩栩如生。南宋梁楷、法常的花鸟画已水墨写意之先河，文同的墨竹可說是最早沒骨花鳥的傑作。

### 书法艺术
书法方面。宋代书法更重视意境的表达，强调思想感情，形成“尚意”的风格。其代表人物是“宋四家”：蔡襄、苏轼、黄庭坚、米芾。苏轼的《寒食帖》被誉为“天下第三行书”。黄庭坚强调“点画如屋漏痕”，其书法笔势奇崛。米芾自称“米癫”，其书法富于变化，结构灵动，代表作为《蜀素帖》。蔡襄为北宋书法名家，兼工楷书、行书。此外，从宋太宗时期所刻《淳化阁帖》开始，刻帖之风渐盛，既对学习晋唐书法提供了范本，也对行书的发展和尚意书风的形成起到了重要作用。

### 陶瓷艺术

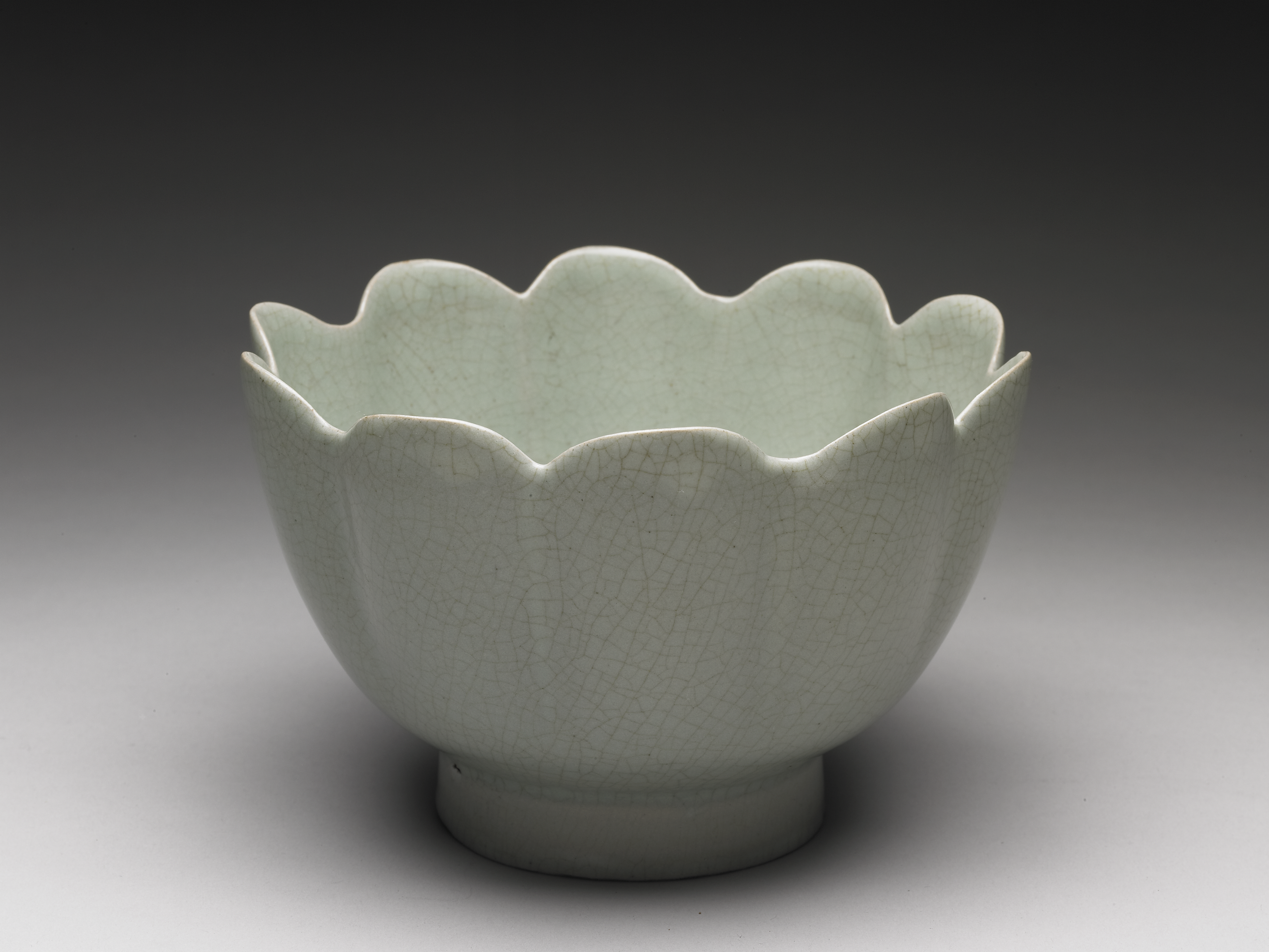
北宋汝窑青瓷莲花式温碗，国立故宫博物院藏

陶瓷方面，宋代亦到高峰。此時的單色瓷工藝到達極致，北宋末期所燒製的汝窯是迄今認為單色瓷發展的極致，色澤溫潤，有珠玉光澤，以枝釘滿釉燒造，工藝技術高超，今日傳世品稀少，不足一百件。其他如定窯、耀州窯、磁州窯、建窯都有非常高度的發展，並有大量外銷，影響周邊東亞等地。南宋官窯則被認為是繼承汝窯，供給宮廷使用的高級瓷器，龍泉窯與景德鎮此時也有大量生產，供應外銷。

## 遼金西夏
遼、金、西夏是中國北方民族所建立的國家，控制華北自10世紀到13世紀，直到忽必烈統一中國為止。傳統中國史學以宋代為正統，對北方政權並不在意，然而他們對中國繪畫史的影響力，應該要加以重視並深入研究。
遼代起於唐末混亂，五代十國之際，與後來的北宋分庭抗禮。在藝術表現上，傳世的藝術品不多。然而透過近年不斷出土的重要墓葬，如遼慶陵、陳國公主墓、叶茂台辽墓等，幫助我們對遼代美術有更多了解。遼代美術在某種程度上，比宋代美術更多的繼承唐代美術的風格，兼具契丹北方古樸渾厚的氣質。
金代遼而起，滅北宋之後，與南宋南北對峙。由於金代接收北宋首都汴京，並改為南京，可以推測大量北宋內府收藏進入金的宮廷，大幅提高金代皇室的文化與藝術素養。最為著名的皇帝為金章宗，不僅其書法刻意模仿宋徽宗的瘦金體，甚至學習宣和年間的內府收藏機制，其收藏印是後代鑑別古畫的一個重要的根據。
金代畫家於中國繪畫史常被人忽略，但歐美學者很早就發現，古代書畫中許多佚名的宋代山水作品，可能是金人所作。而如今存有名字的畫家，如武元直、李山、王庭筠等，其山水竹石畫作，比起同時南宋院畫家的作品，似乎更顯出「文人」的品味。

## 元代

### 绘画艺术
元代未逾百年，然在中國繪畫發展上，有舉足輕重的地位。在山水畫方面，由于元廷輕視漢人，多所貶抑，漢人知识分子有不願出仕異族朝廷者，多避居山林，與友朋往來，其中不乏有以書畫交誼。此時的绘画脱离了宫廷气氛，文人画获得了突出的发展。文人画多取材山水、花鸟，借以抒发“性灵”和个人抱负。画家标举士气，崇尚品藻，讲究笔墨情趣，脱略形似，强调神韵，並開啟重视诗、书修养的文人條件。

#### 赵孟頫

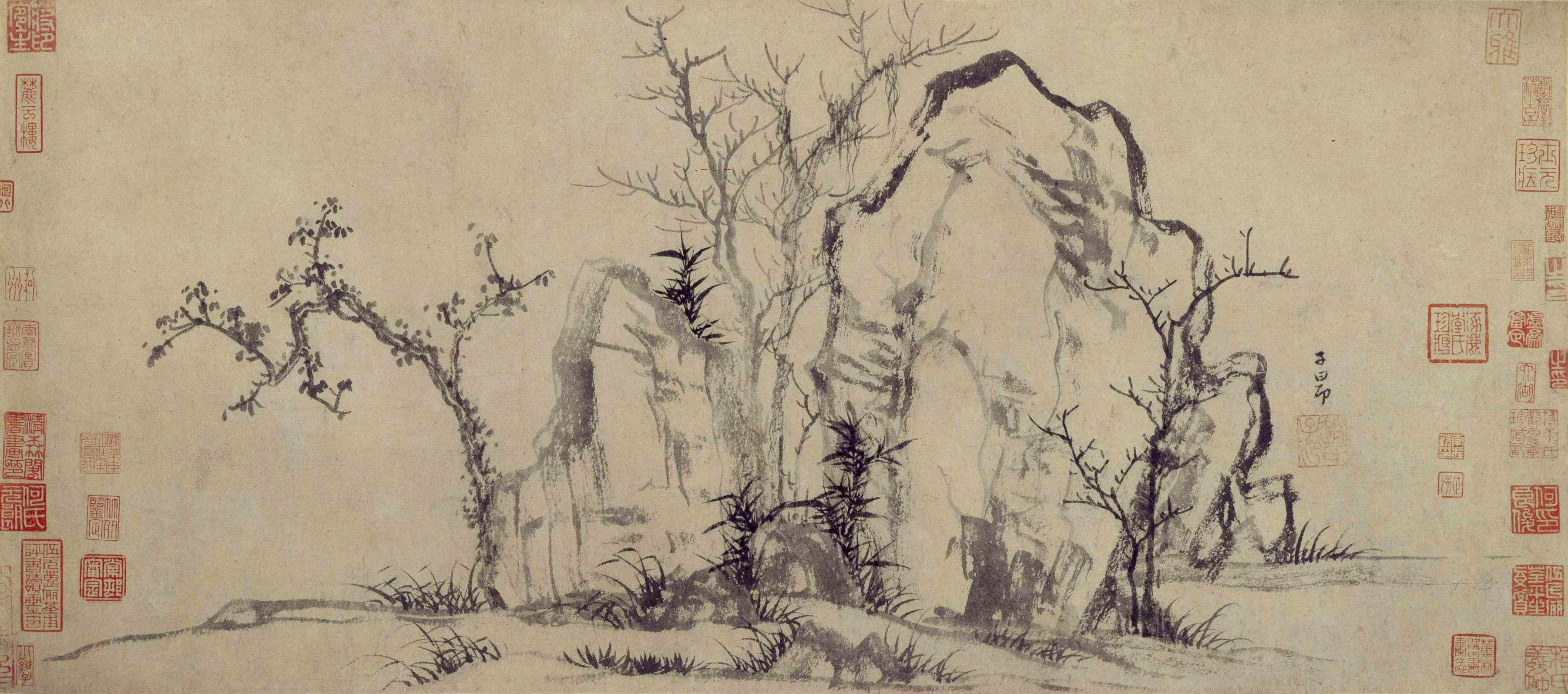
《秀石疏林图》赵孟頫（元），故宫博物院藏

元代畫家以赵孟頫和元四家為代表。赵孟頫是元代初期画家，绘画理论家。他出身宋室，兼善书法、绘画、诗文，其艺术风格主张“古意”。他主张恢复唐宋传统，重神韵，反院体画风，并强调“书画本来同”，代表作品如《鹊华秋色图》《秀石疏林图》《水村图》等，其作造型严谨，笔墨精雅，他在花鸟、人物画及绘画理论等方面亦有所建树，对元代及后世影响深远。赵孟𫖯在书法方面深有造诣，他和鲜于枢与邓文原并称元初三大家。赵孟𫖯以行书、楷书最为著名，他主张遵从古法，不满宋人“尚意”风格，提倡恢复“二王”的书法传统。使得元代书坛一时形成复古之风。

#### 元四家
元四家为黄公望、吴镇、倪瓒和王蒙。元四家生活于元末社会动乱之际，生活不易，艺术上受赵孟频影响，善画山水，兼工竹石，以绘画作品表现其心境和生活情趣。“四家”山水重于笔墨，讲求风格，他们在作品中通过山水抒发一定理想，并题跋诗文加以阐述，诗、书、画的结合达到统一和谐，在笔墨方面各有独特创造。他们在艺术功能上标榜“写胸中逸气”“自娱”。黄公望专工山水，以水墨或浅绛设色作画，苍润挥厚，代表作品《富春山居图》。吴镇笔墨雄秀清润，表现苍茫气象，喜作渔父图。倪瓒作画绝少设色，笔墨松秀简淡，代表作《渔庄秋雾图》，《秋亭嘉树图》等。王蒙画山水多表现隐居生活，但运笔和写景富有层次变化，章法稠密，代表作《青卞隐居图》。“元四家”的艺术观和画风对明代江浙地区文人画发展有着巨大影响。其他入仕元朝的畫家也對中國繪畫有重要影響。如官拜刑部尚書的高克恭，以及如朱德潤、柯九思、任仁發、唐棣等。

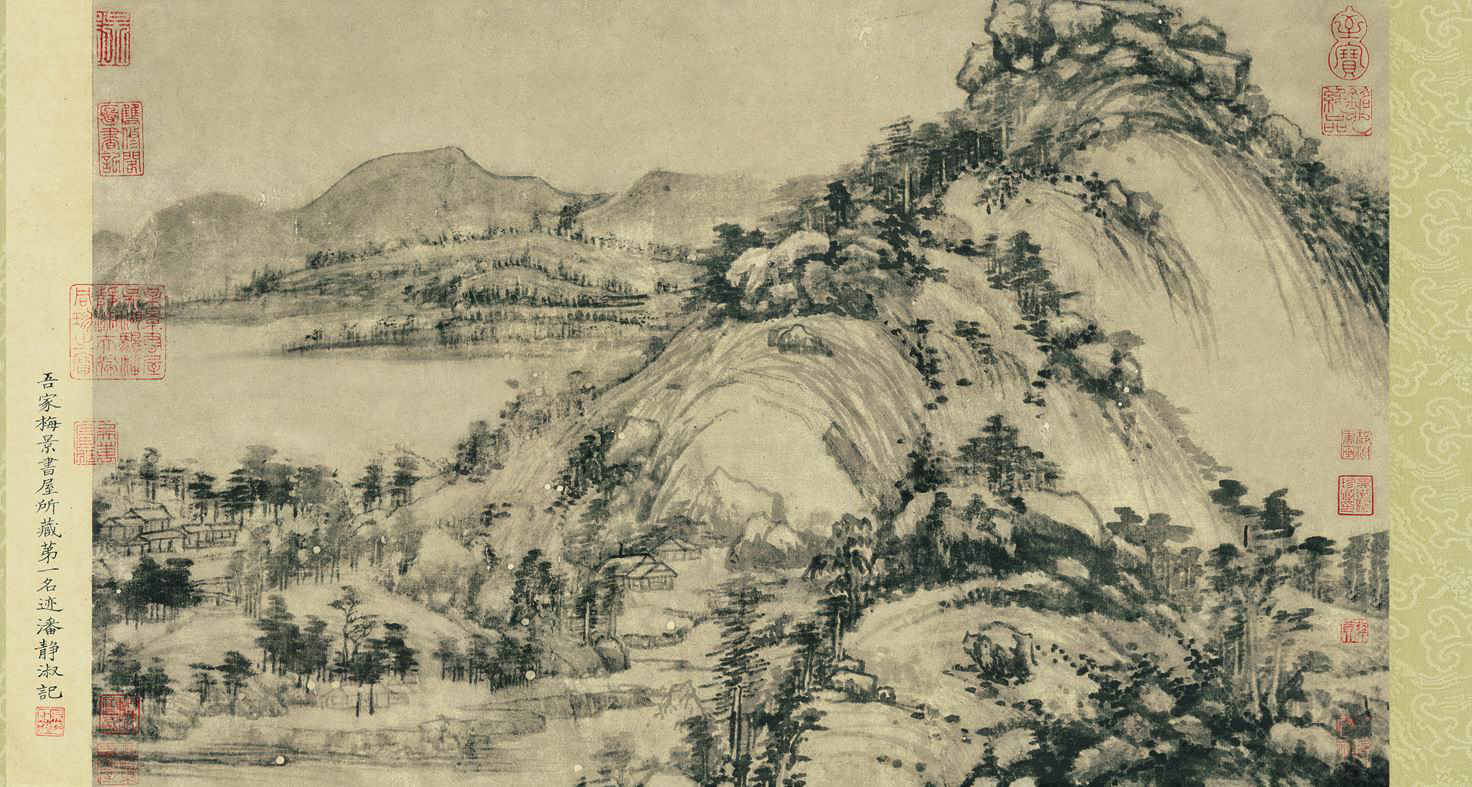
《富春山居图》剩山卷，黄公望（元），浙江省博物馆藏

#### 壁画与雕塑
元代壁画创作也很丰富，有而由於道教、佛教等艺术在元代颇为活跃，多有壁畫及外銷畫作流傳，山西的永乐宫壁画是此类绘画的代表作。雕塑方面，出现了元杂剧砖雕。

### 陶瓷艺术
元代是景德鎮真正馳名的時期，最著名的瓷器即為青花瓷和釉裡紅。此時的瓷器外銷極為暢行，所以有研究認為青花的紋樣是伊斯蘭教客戶的要求而出現。龍泉窯的青瓷也非常著名，外銷日本與朝鮮半島的數量甚多，亦大量外銷到東南亞一帶。

## 明代

### 绘画艺术

#### 早期

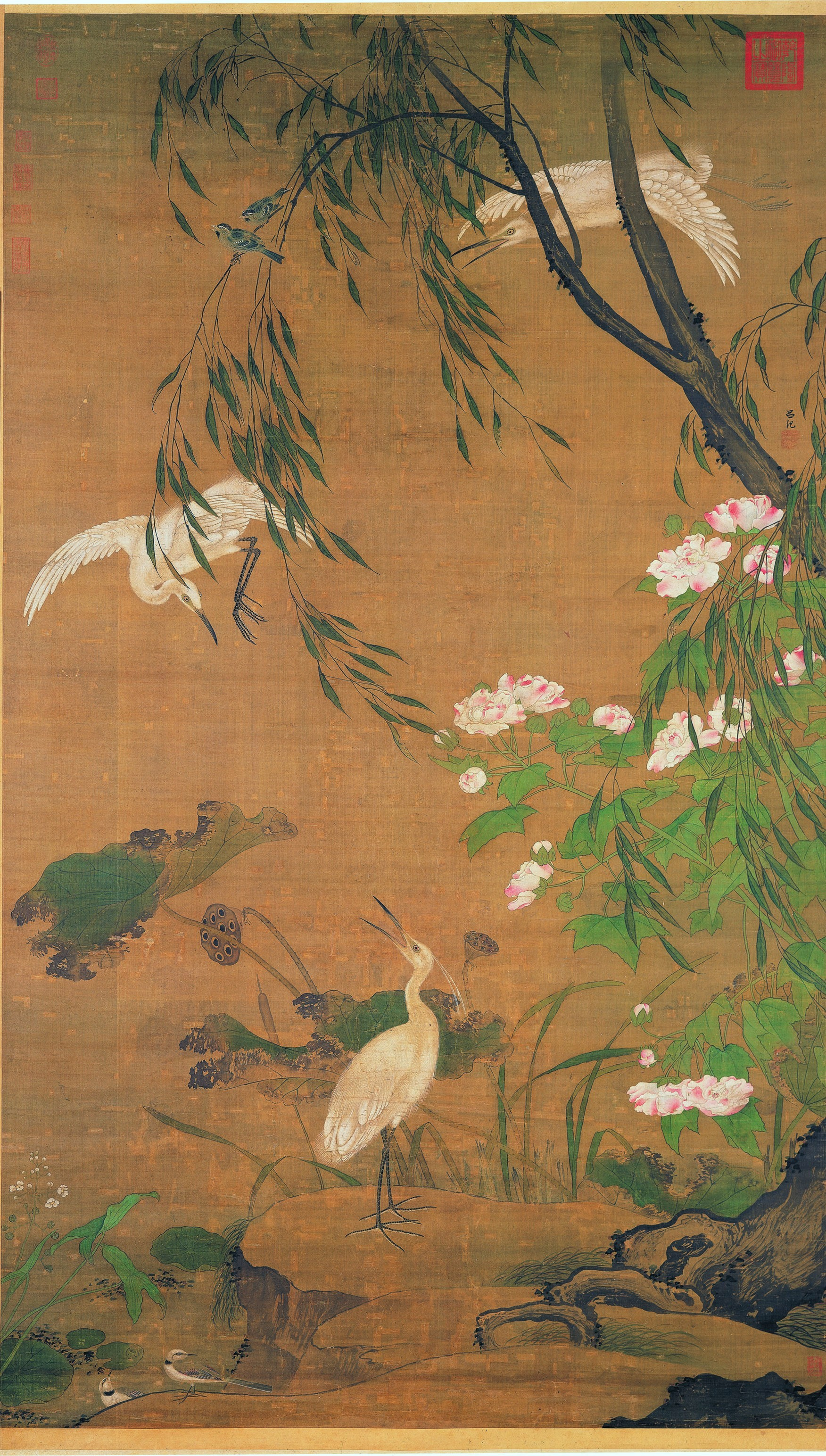
《秋鹭芙蓉图》吕纪（明），国立故宫博物院藏

明代经济繁荣，文化发达，美术创作活跃。此时期中国绘画发展尤为显著，官廷画、民间画、文人画盛行，不同画派、地域风格、题材表现多样。同时，书法、雕塑、陶瓷、工艺美术与建筑等方面亦有重要成就。明代绘画大致可以分为早期、中期、晚期三个阶段。明初，宮廷畫家师承南宋院体风格，稱之為“浙派”代表画家为戴进和吴伟，浙派画艺精湛，技法全面，山水，人物都很擅长山水画成就尤为突出。以戴进和吴伟为代表。戴进画风健拔劲锐，代表作《春游晚归图》《夏景山口待渡图》，吴伟则以简括奔放、气势磅礴见胜。浙派雖被晚明董其昌等人貶低，但是影響範圍廣及日本和朝鮮等地，並一直透過民間畫師的傳承下來，今日台灣地區廟宇壁畫仍是浙派的延續。明代宫廷绘画以山水、花鸟画为盛，人物画取材比较狭窄。山水画主要宗法南宋马远、夏圭，也兼学郭熙，著名画家有李在、王谔、朱端等人。花鸟画呈现多种面貌，代表画家有擅长工笔重彩的边景昭，专攻没骨法的孙隆，以水墨写意花鸟著称的林良以及工写结合的吕纪。

#### 中期

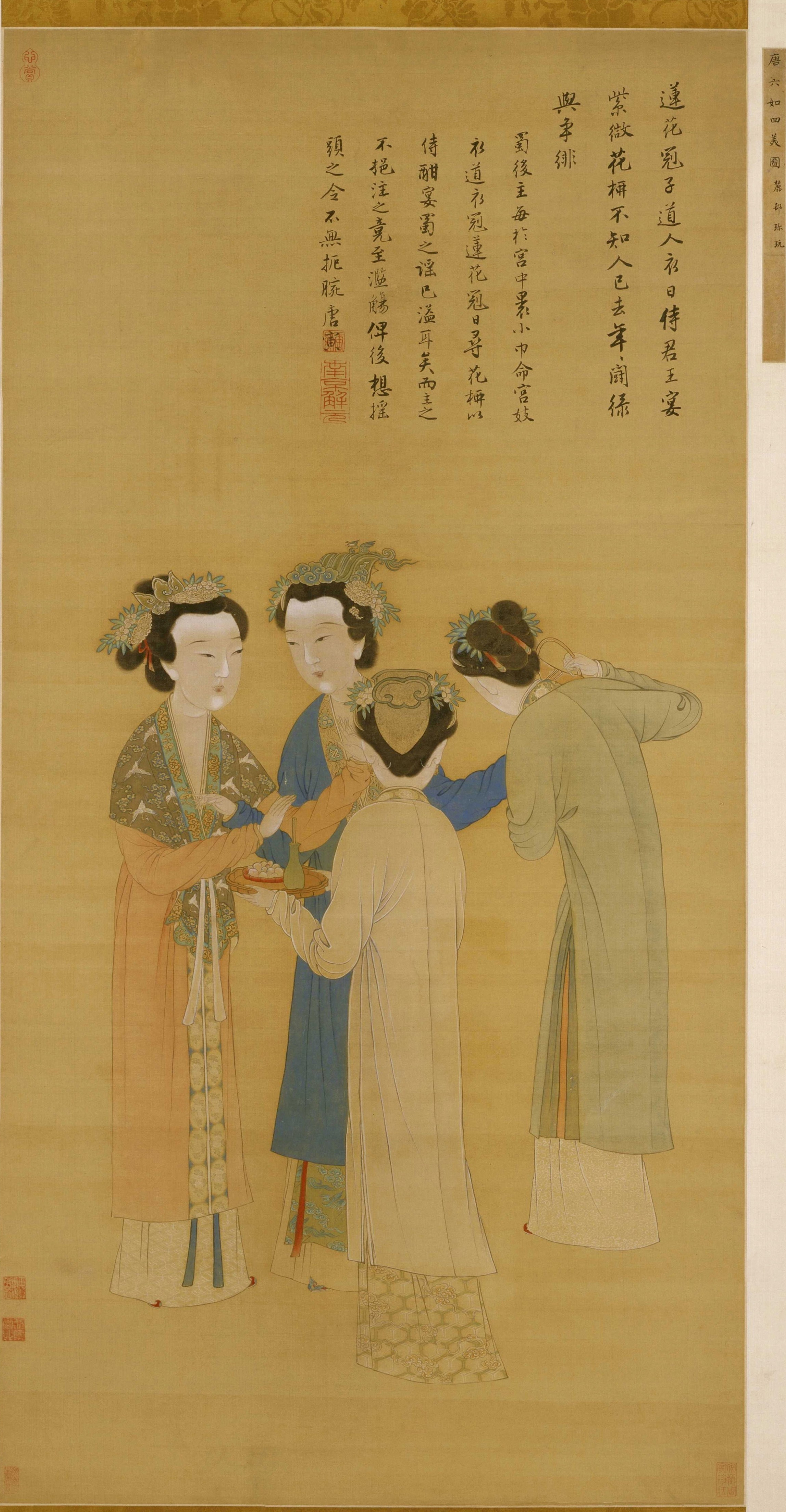
《王蜀宫妓图》唐寅（明）。故宫博物院藏

明代中期，苏州成为江南一带的经济与文化中心，其以复古为更新的文化氛围，兴起的收藏鉴赏书法、名画的风尚促成吴门画派的兴起。其中以被称为“吴门四家”的沈周、文徵明、唐寅、仇英最负盛名。沈周和文徵明，是吴门派画风的主要代表。他们两人都淡于仕进，属于诗、书、画三绝的当地名士。他们都主要继承宋元文人画传统，兼能几种画科，但主要以山水画见长，作品注熏笔情墨趣，讲究诗、书、画的有机结会。唐寅和仇英都为职业画家，在创作上受文人画的一定影响，技法全面，功力精湛，作品雅俗共赏。唐寅以人物画闻名，画风潇洒俊逸，代表作有《王蜀宫妓图》《事茗图》。仇英代表作如《汉宫春晓图》《清明上河图（仇英本）》。吴派與浙派為明代画坛的两大主要派别。由於晚明崇尚吳派而貶低浙派，致使吳派在中國傳統繪畫中成為山水畫的主流，影響力一直持續到民國初年，甚至中华民国政府遷台初的繪畫教育，依然以吳派繪畫為主。

#### 晚期
明代后期，花鸟、山水、人物画领域都有长足的发展，出现多种流派和画风。花鸟画方面，陈淳、徐渭的大写意花鸟，创泼辣豪纵一格，给中国传统绘画带来了新的活力。徐渭创立的水墨大写意花鸟画风对清代及近现代的花鸟画发展产生了深远影响。人物画方面，出现追求摇丑趣味的变形人物画风，以陈洪绶、崔子忠、丁云鹏，吴彬等人为代表，陈洪绶和崔子忠是明末有名的人物画家，号称“南陈北崔”。作品形象夸张甚至变形，格调高古，对版画的发展作出了贡献。此一畫風，後世學者常稱為變形主義。明后期肖像画派。前者后者以曾鲸为首的“波臣派”为代表。山水画方面，出现以董其昌为首的松江派。松江派更重笔墨总体表现力与文化修养的文人山水画派，他们强调摹古，注重笔墨，求“士气”。同时期的地区性山水画派还有武林派，嘉兴派、“画中九友”等。

#### 绘画理论
明代的画论著述丰富，重要的绘画理论著述有王履的《华山图序》、王世贞的《艺苑卮言》、董其昌的《画祥室随笔》等。其中，晚明画家与理论家董其昌提出“南北宗论”，借唐代禅宗分南、北两宗来解释自唐代以来数百年的中国山水画的演变历史。此理论虽然此概括并不完全符合中国绘画历史实际，但其提倡的美学观念对后世产生了深远影响。董其昌按绘画创作方法和画家出身把山水画作南、北分野，将水墨渲染画法的文人画比作“南宗”，视青绿勾填画法的职业画家为“北宗”，在绘画理论上董其昌更加推崇南宗山水，他进一步提纯出了“南宗”山水画，认为中国画的笔墨不再仅仅作为营造画像的手段，而是成为绘画表现的重要目的。其结果便是使笔墨的组合成为画面的中心，由此建立起具有抽象形式美感的画面结构。

#### 民间绘画
明代的民间绘画比较活跃，尤其是木刻版画有较大发展。戏曲、传奇、小说等文学作品插图的成就最突出，不仅内容丰富，而且形式多样。最著名的是徽派版画。此外，年画在明末已初步形成苏州桃花坞和天津杨柳青南北两大创作基地。

### 书法艺术
明代书法继承宋元帖学传统而蓬勃发展，呈现出集晋、唐、宋、元书法之大成的鼎盛局面。明初书法尚未形成自己的特色。书法家以“三宋”（宋克、宋琏、宋广）以及擅长“台阁体”的“二沈”（沈度、沈粲）为代表。明代中期文人书得到极大发展，出现了“吴门派”书法，以祝允明、文徵明和王宠为代表。晚明书法诸家并立，书风各异，有徐渭、董其昌、米万钟等书法大家。其中，董其昌书法精于行书与楷书，风格秀雅沉着。祝允明草书奔放、气韵生动，有《赤壁赋》《太极图赞》等传世。文徵明书法谨严工致，以小楷著称。

### 陶瓷艺术

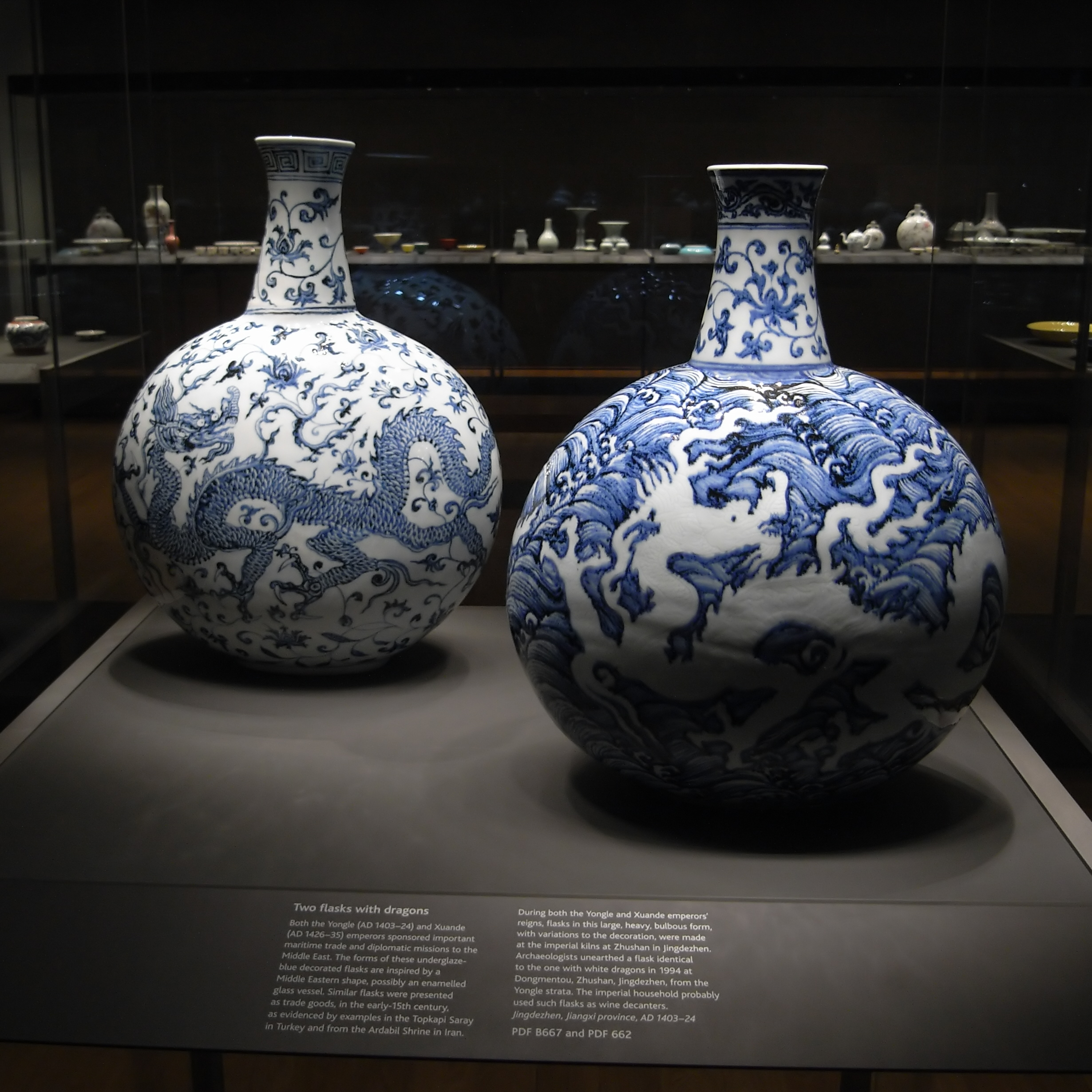
明永乐龙纹青花瓷（明），皮博迪埃塞克斯博物馆（英语：Peabody Essex Museum）藏

明代陶瓷艺术尤为发达，景德镇成为全国瓷业中心。洪武、永乐、宣德三朝为官窑鼎盛期，尤以青花瓷、斗彩、甜白瓷等著称。永乐青花多以进口苏麻离青绘制，色泽浓艳；宣德青花色调柔和，装饰丰富。成化斗彩细腻雅致，为明代彩瓷之巅峰。嘉靖、万历时期民窑兴盛，品种多样，满足海内外市场需求。

### 明式家具
明式家具主要指以硬木制作于明代和清代前期的家具，常用材质有黄花梨、紫檀，鸡翅木等，设计精巧、制作精致、榫卯精细，风格简洁的优质家具。依据使用功能大致分为五类：椅凳，桌案、床榻、柜架等。其主要产地为苏州。明式家具在继承宋元传统形式的基础上，造型端庄，线条流畅。

### 建筑艺术
明代建筑在宫殿、园林、寺庙、民居等领域均有成就。明初修建了南京与北京的皇城，营建的紫禁城成为了明清皇家宫殿核心。明长城修筑工程持续百年，形成坚固防御体系。明代园林以江南为中心，私家园林讲究自然意趣与文化内涵，代表如苏州拙政园、留园等。

## 清代

### 绘画艺术

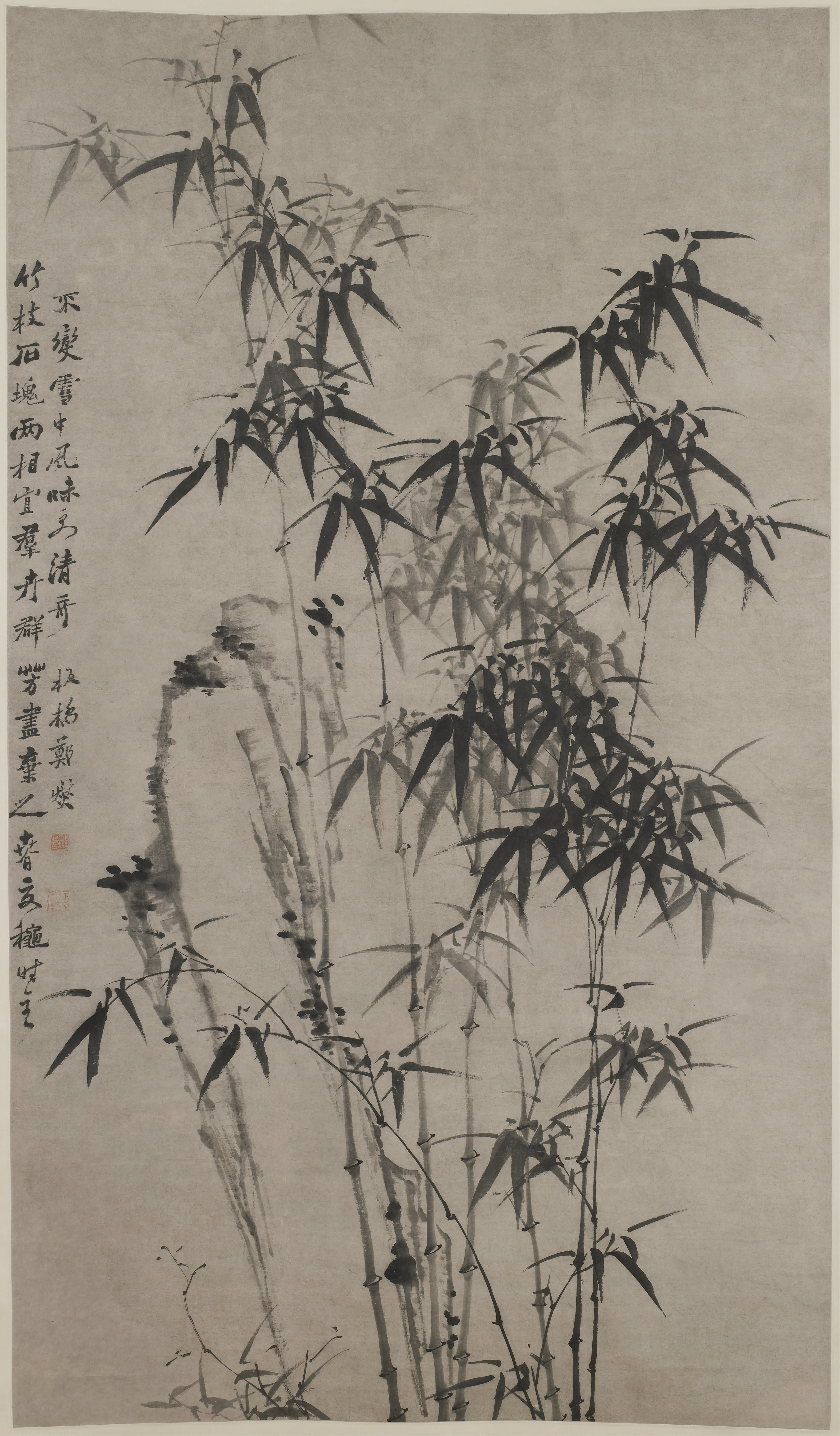
《竹石图》郑燮（清）明尼阿波利斯艺术学院藏

清代绘画的卷轴画延续元、明以来的趋势，文人画风靡，山水画勃兴，水墨写意画法盛行。文人画呈现出崇古和创新两种趋向。在题材内容、思想情趣、笔墨技巧等方面各有不同的追求，并形成纷繁的风格和流派。宫廷绘画在康熙、乾隆时期也获得了较大的发展，并呈现出迥异前代院体的新风貌。民间绘画以年画和版画的成就最为突出，呈现空前繁盛的局面。清代绘画发展的历史进程与整个社会的发展变迁相联系。

#### 初期

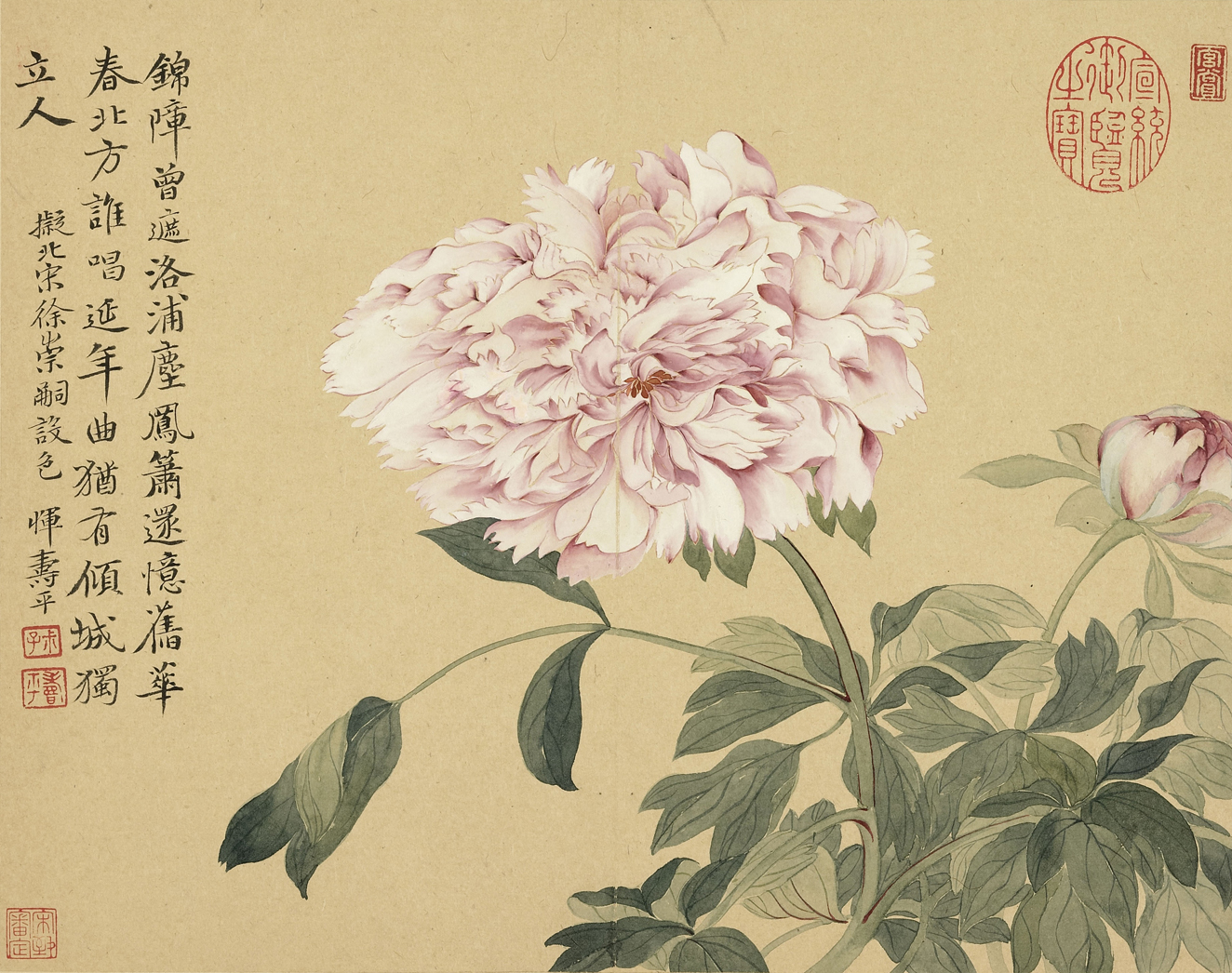
《摹古冊》惲壽平（清），國立故宮博物院藏

清初，文人山水画兴盛，并形成两种不同的艺术画派。清延續晚明以來尊崇吳派的傳統，承续明末董其昌衣钵的“四王”：王时敏、王原祁、王翚、王鉴，其以摹古为宗旨，受到皇室的重视，其畫風称為「正統畫派」。四王中，王时敏强调董源、巨然传统，风格平淡天真；王鉴主张宋元合流，笔墨严谨；王翬长于山水，构图宏大，作品有《长江万里图》《溪山春意图》。王原祁为康熙朝供奉画家，画风厚重苍郁，代表作如《仿黄公望山水图》《松壑云泉图》。与之形成对比的是被视为非正统派的“四僧”：朱耷（八大山人）、石涛、弘仁、髡残。四僧心向明朝，作品多寄托家国与个人情志，石涛强调“笔墨当随时代”，主张创作应表现个性与主观精神，代表作《搜尽奇峰图》《黄山图卷》。八大山人以水墨花鸟、山水、书画合一著称，风格孤傲奇峭，代表作有《荷花双鸟图》《鱼藻图》。髡残、弘仁则继承黄山画派传统，山水画中表现隐逸与宗教情怀，构图峻峭，笔法沉稳。同时期其他的画派还有金陵八家、新安派等。这些画派在艺术上开拓创新，構圖大膽，別開生面。花鸟画方面，清初以恽寿平为代表。他讲究以写生为基础，极力摹写，并创没骨画法。其画风清新雅丽，平淡天真，被清人视为花鸟画的“写生正派”。

#### 中期

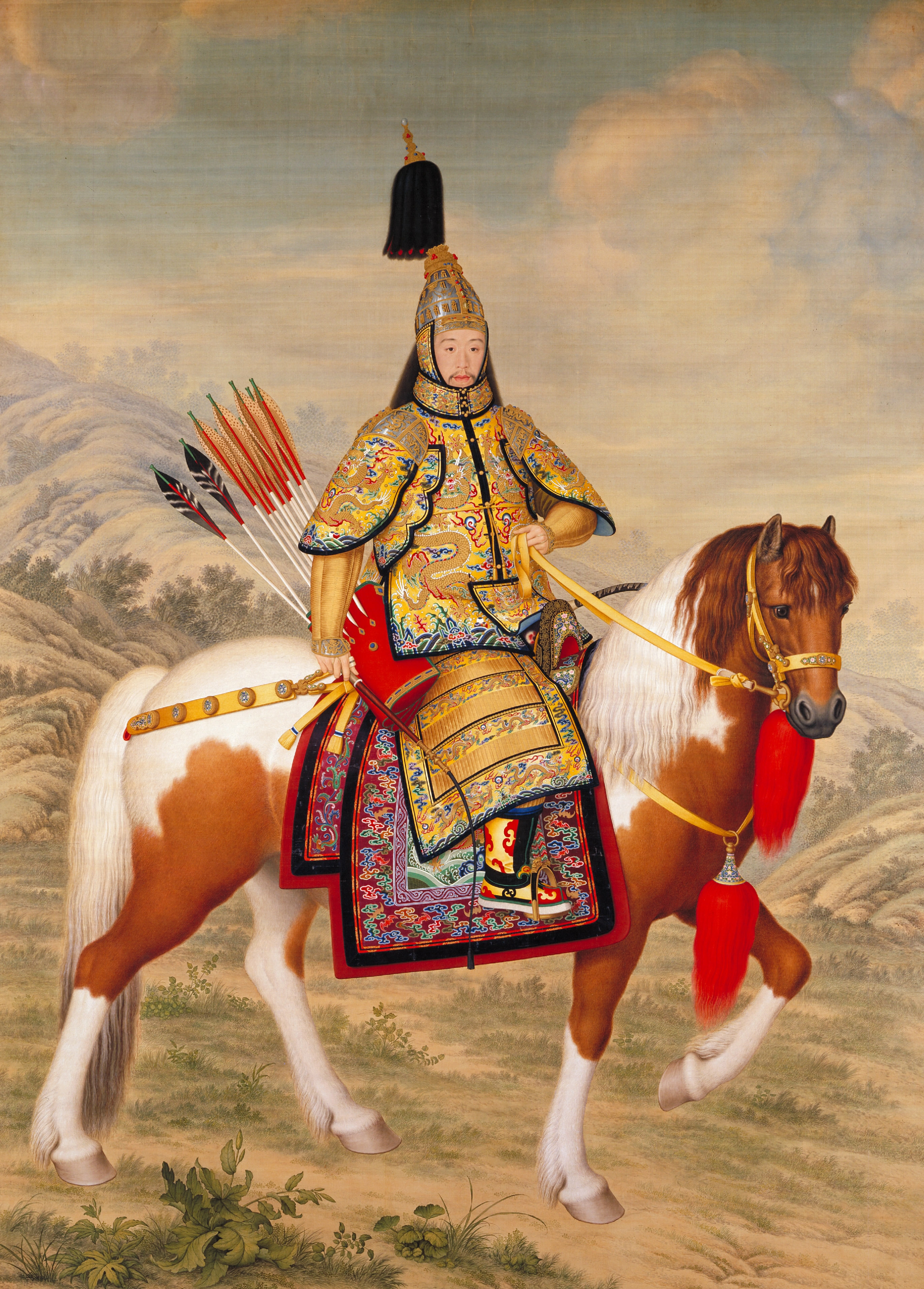
《乾隆皇帝大阅图》郎世宁（清），故宫博物院藏

清代中期，北京宫廷的山水、花鸟仍然沿袭清初“四王”及惲寿平的画风，人物肖像画则因欧洲传教士画家供职宫廷而融入了部分西洋画法。清代有不少西洋畫師來華，著名的有乾隆時期的意大利籍宮廷畫師郎世寧，擅油画与透视技法，作品将西洋写实与中国传统笔墨结合，代表作有《百骏图》《乾隆大阅图》等。中國當時唯一對外的口岸廣州，出現專門替歐洲商人以西洋油畫作畫的畫家。而清代中葉江南地區富裕，揚州一帶出現以賣畫為生計的文人畫家，書畫均不落俗套，奇特新穎，以继承发扬清初“四僧”传统的“扬州八怪”为代表，其在绘画在一定程度上摆脱了宫廷提倡的正宗保守艺术和“士气”与“书卷气”，其中，郑燮擅兰竹石，兼书画篆刻，作品有《墨竹图》《幽兰图》。金农多画梅花，笔意古拙，重视文字装饰。

#### 晚期
清末上海取代揚州為商業中心，職業畫家也從揚州轉移到上海，出现了海上画派風格，代表人物有任熊、任颐、赵之谦、虚谷、蒲华、吴昌硕等。他们兼容文人画传统与民间艺术，其中吴昌硕以金石入画，风格厚重苍劲，擅写意花卉与篆刻，代表作《梅竹图》《寿石图》，海派可謂中國傳統繪畫的最後一脈。清末民初高劍父，高奇峰和陈树人吸收日本畫的西洋式畫風，開創出岭南画派。兩者均代表了中西结合的新画风，为中国画的发展作出了有益的尝试。晚清山水画方面，当时画坛“四王”系统的代表画家是黄易、奚冈、汤贻汾、戴熙等人。但他们在摹古的同时也师法造化，写真山水之趣，能在作品中略有新变。其中黄易等人还讲究以书法金石入画。此外，还出现了继承吴门传统却又重视师法造化的“京江派”，以张岑，顾鹤庆为代表。人物画方面，出现了适应市俗审美趣味的肖像与仕女画家改琦、费丹旭等人。他们在笔墨技法上各有所长，对近世仕女图和民间年画的创作均有深远影响。晚清上海闢作通商口岸，由於地處輻輳，成為重要港口，也帶動了油畫的發展。随着欧洲石印术的传入，上海还出现了石印画报，其中尤以吴友如执笔的《点石斋画报》最为著名。与此同时，南京诞生了中国最早的美术高等教育院校。辛亥革命后，中国社会发生了剧烈变化，传统的中国美术又随着时代的骤变而发展。

#### 民间美术
民间绘画主要有壁画、版画、年画等画种。其中，木版年画这一传统民间美术品种在清代获得了前所末有的发展。其制作地区遍及大江南北的一些城镇乡村，并形成了天津杨柳青、苏州桃花坞、潍县杨家埠等富有地方特色的年画。

### 书法艺术
清代书法，帖学书法与碑学书法彼消此长，各领风骚。清初的书法家仍承继明代帖学的余绪。以王铎、傅山、朱耷等为代表。并且流行“馆阁休”。清代中期，贴学继续流行，“馆阁体”进一步发展。但是已经出现了碑学书法的滥觞。清代后期，借助金石考据学的成果以及阮元、包世臣等人在书法理论上的倡导，碑学书法风气大开，重要代表有邓石如和伊秉綬等。

### 建筑艺术
清代园林建筑方面取得很大的成就。清代的北京城、圆明园等是重要代表。

## 近现代
20世纪的中国艺术家生活在不同的社会制度和国家文化情境之中，如历经晚清、民国和共和国时期，所经所见是前所未有的，时代的变革也推动了中国美术的发展，中国美术在此经历了延续的发展、观念的冲撞与转换。

### 中华民国大陆时期

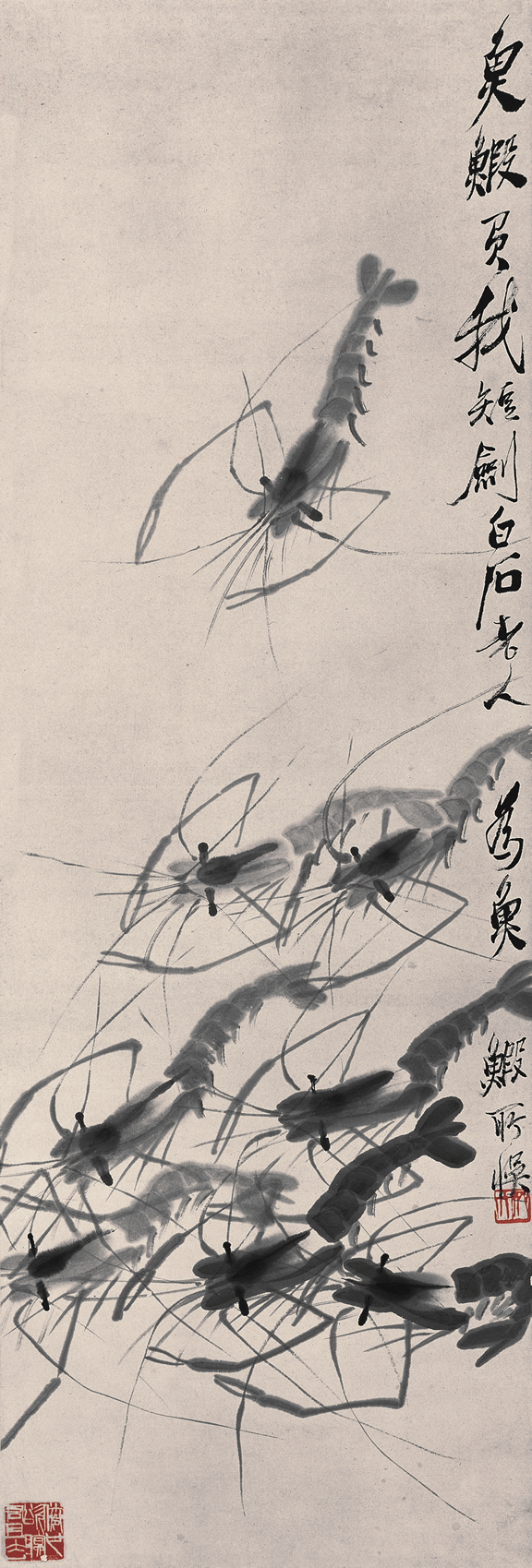
《墨虾图》齐白石（约1947年），浙江省博物馆藏

#### 绘画艺术
中华民国初期的美術大體延續清末發展，“海上画派”和“岭南画派”为代表的中国画在民国初期继续发展，但傳統中國繪畫亦遭知识分子批评，如康有為在《万木草堂序》中提出“中国画衰败说”，认为中国画亟需革新。同时，西化潮流因為政治變動而加速，中國開始有畫家留學西方，與歐洲繪畫直接接觸。传统文人画方面，一批出身清末的画家延续了明清以来的文人画传统，对山水、花鸟、人物等题材进行笔墨探索。代表人物如吴昌硕、齐白石、陈师曾、黄宾虹、潘天寿等人。吴昌硕继承扬州画派与“金石画派”的传统，融合书法、篆刻于花鸟画之中，强调笔力与气韵，代表作品有《梅花图》《花卉册页》。齐白石以篆刻入画，强调“似与不似之间”的审美理想，创造性地发展写意花鸟画风格，作品有《虾》《白菜蝈蝈图》《蛙声十里出山泉图》等。张大千则是中国近代画坛的多面手，绘画、书法、篆刻，诗词都有所建树，其尤擅山水画，画风工写结合，重彩水墨一体，其泼墨与破彩自成风格。
新式繪畫學校的建立也帶動中國繪畫西化的發展。上海天主教会成立的“土山湾画馆”。南京两江师范学堂和保定北洋师范学堂最先设立图画手工科。1918年，蔡元培创办北京大学画法研究会，提出“以美育代宗教”思想，强调艺术教育对社会发展的意义。之后，许多美术学校在中国成立，如中华美术学院、上海图画美术院等，推动了近代中国美术教育的发展，培养了大批美术人才，促进了中国画革新思潮。
民国时期，有一大批中国学生主动选择留学日本，法国、英国等国，学习西洋艺术，如李鐵夫、顏文樑、徐悲鴻、林風眠、吳大羽、方幹民、刘海粟等人。徐悲鸿为现代中国绘画的重要奠基者之一。他主张“中西融合”，强调素描基础与写实技法，将法国学院派写实风格引入中国。徐悲鸿的人物画、动物画均以形体准确与神态生动著称，代表作品如《田横五百士》《奔马图》《愚公移山》等，强调民族精神与人文关怀。林风眠亦为中西融合探索的重要艺术家。他曾留学法国，受到后印象主义与立体主义影响，画风结合中国水墨与西方色彩构成，代表作品有《仕女》《山水》《村童图》等。刘海粟创上海美术专科学校，首次在中国学校中使用裸体模特写生，他提倡写生、油画、色彩研究。其绘画风格初期写实，后趋奔放抽象，代表作有《黄山图》《印度写生》等。油画在这民国时期逐渐成为重要画种。李铁夫为中国最早的职业油画家之一，作品具强烈现实主义风格。常玉、潘玉良、颜文樑、徐悲鸿、关良、吴作人等皆为油画领域的重要艺术家。常玉旅居法国，画风融合东方线条与西方构图，具装饰性与抽象性。潘玉良则以裸体人物著称，表现女性身份与现代性特征。颜文樑留学法国，重视光色研究，回国后创办苏州美专，影响广泛。水彩画在民国时期亦有显著发展，代表人物如俞剑华、王子武等，注重写生与色彩层次。不過，相較於歐洲已經開始從印象派之後新一波的繪畫革命，中國對於西洋繪畫的理解仍強調古典寫實的訓練。此種訓練在中华人民共和国成立後由學習蘇聯的社會寫實主義所繼承。另一方面，透過共產黨引入的木刻版畫，也是民國之後所出現的新風格，同樣影響了中华人民共和国成立之後的美術發展。

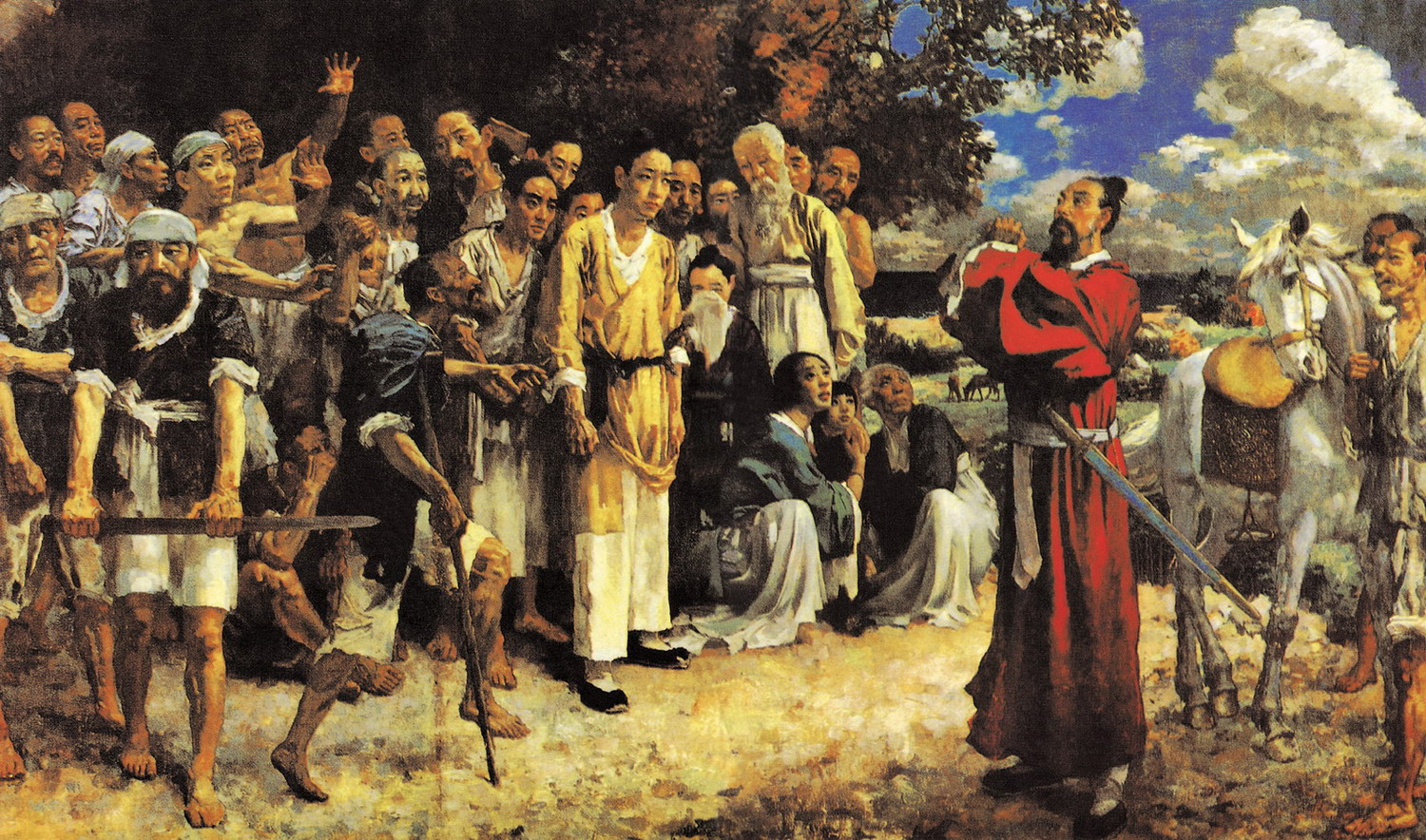
《田横五百士》徐悲鸿（1930年），徐悲鸿纪念馆藏

近代商业经济的发展，印刷术的进步，使得商业广告与图画相结会，形成月份牌这种特殊的美术形式。其著名的绘制者有周慕桥、郑曼陀、杭穉英等。此外，这一时期连环画、漫画也开始出现并有较大发展。丰子恺、张乐平、叶浅予等人为插图与漫画创作的重要人物。丰子恺以通俗画风表现人生百态，作品如《护生画集》。张乐平创作漫画《三毛流浪记》。
1931年，鲁迅在上海倡导发起了中国新兴木刻版画运动，新兴木刻从此成为中国革命文艺的一个重要组成部分，是国统区美术的主力军。当时的版画是以艺术家和革命者的双重身份出现，以艺术作为战斗武器，在思想教育上发挥了它的巨大作用。由于鲁迅的倡导，进步的艺术青年拿起了木刻刀，组织起木刻团体，1931年初春被国立杭州艺术专科学校开除和退学的“一八艺社”社员张眺(耶林)、于海(于寄愚)、陈卓坤(陈广)、陈耀唐(陈铁耕)等联合上海的周熙(江丰)等人在上海成立一八艺社研究所。6月，在虹口每日新闻社楼上举行一八艺社习作展览会，展品180幅，其中有油画、雕塑、图案及木刻。这是新兴木刻版画首次在展览会上展出，并出版了画册，鲁迅为之作序。从此在鲁迅的领导下，以上海为代表的中国国统区（白区）新兴木刻版画代表人物有：胡一川、陈铁耕、陈烟桥、沃渣、马达，黄新波，李桦，杨可扬，江丰，王琦，黄永玉，郑野夫，朱宣咸，汪刃锋，王麦秆，邵克萍，钟步青，苗勃然，力扬，荒烟，王树艺，余白墅，陈珂田，徐甫堡等。后来新兴木刻版画运动开始遍及全国，以延安为代表的解放区（红区）新兴木刻版画也蓬勃发展了起来，代表人物有：古元，力群，马达，彦涵，石鲁，夏风，李少言等等。许多进步美术家在当时在报刊、杂志发表了大量的揭露社会黑暗，反对专制统治，追求民主自由的文章和美术作品，引起了国民党政府的不满。

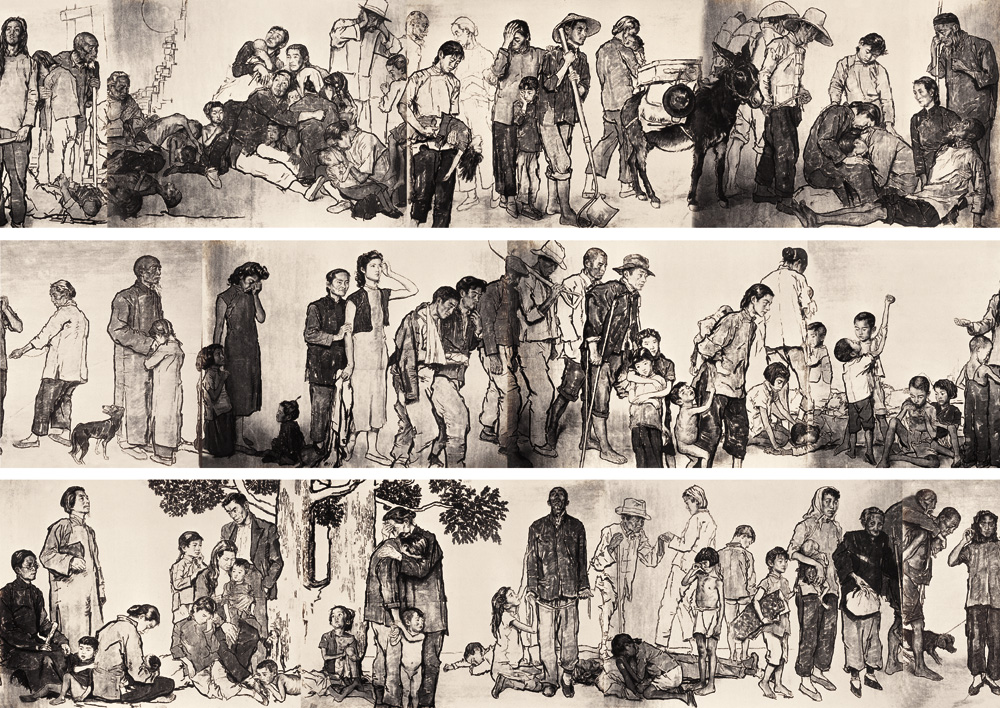
《流民图》蒋兆和（1943年），中国美术馆藏

民国时期的中国绘画艺术与政治、社会现实紧密结合。1937年7月，中国抗日战争全面爆发。艺术家们在国民政府组织下，与文艺界人士合作，进行文艺宣传活动。艺术家的创作表现民族抗战题材，发表于国际媒体，国统区和延安等地。代表人物有徐悲鸿、蒋兆和、胡一川、艾中信、叶浅予、黄永玉、田汉等。这一时期的代表作有蒋兆和的人物画《流民图》，该画以宏大构图、沉郁笔墨表现战争下流离失所的人民。木刻版画方面代表作有李桦的《怒吼吧！中国》。除描绘题材外，何香凝，徐悲鸿等艺术家还义卖字画为前线筹款募捐和赈济灾民。
1949年5月29日，刘开渠、杨可扬、张乐平、（郑）野夫、庞薰琹、朱宣咸、温肇桐、陈烟桥、邵克萍、赵延年等国统区美术先驱代表上海美术界在《大公报》发表迎接解放的“美术工作者宣言”。该“宣言”的发表标志着国统区美术和上海近代美术史从此翻开了崭新的一页。

#### 书法艺术
民国时期的书法在碑学基础上发展起来的个性化风格，继续成为显学。各类书体的创作，呈多元的面貌。康有为、郑孝胥、曾熙、李瑞清、罗振玉、徐生翁、鲁迅、沈尹默、林散之、陆维钊、王遽常、沙孟海、台静农、赵朴初等，都卓然成家。一批杰出的画家，如黄宾虹、高剑父、潘天寿、石鲁等，也在书法上体现出鲜明的个人风貌。在草书的发展上，于右任、郭沫若、毛泽东都极具影响，其中，于右任在1932年发起组织“中国标准草书社”对草书进行提倡。

#### 建筑艺术

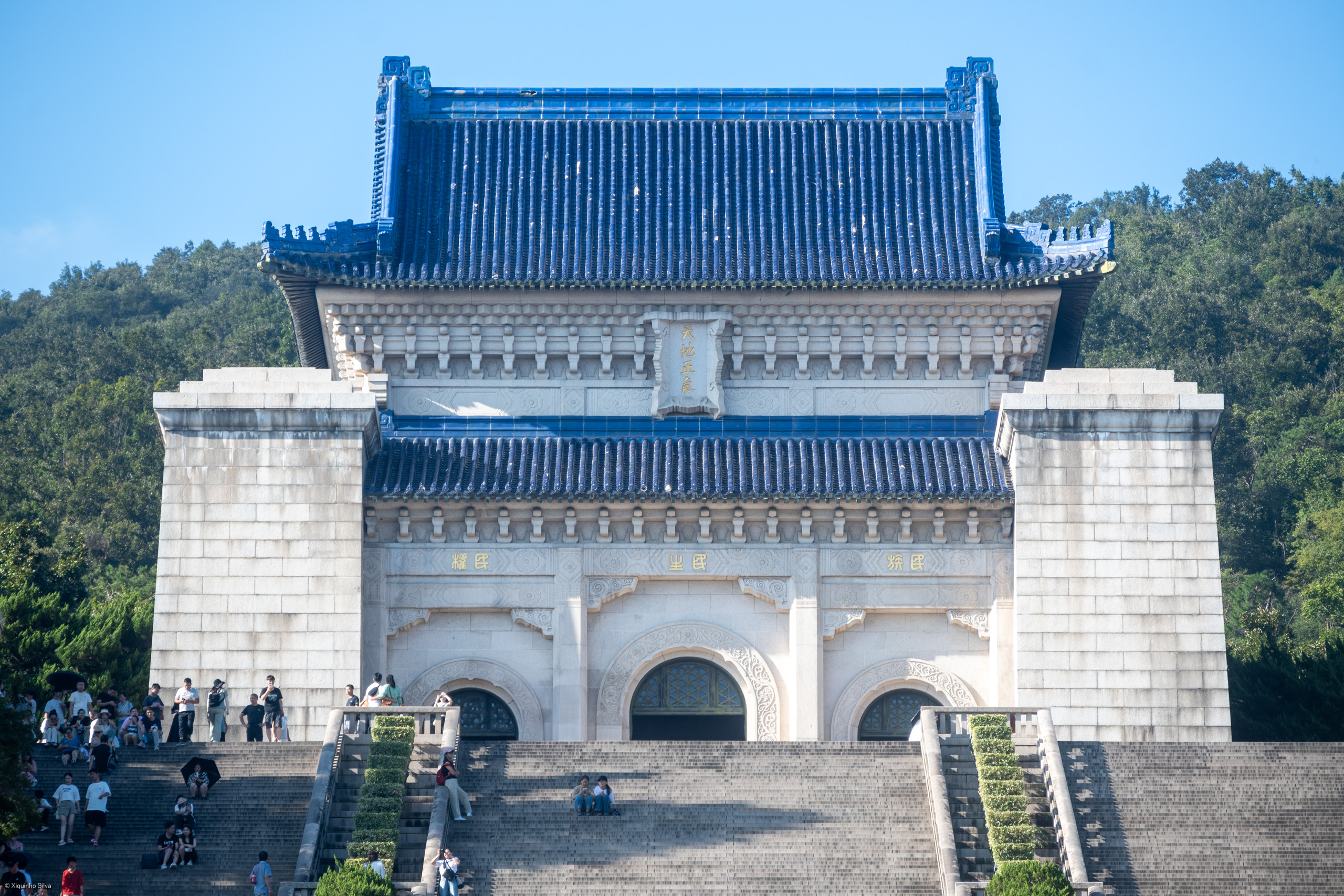
中山陵，吕彦直设计（1929年），江苏南京

民国时期的建筑采用中西合璧形式，被形容为“穿西装戴瓜皮帽”，即采用花岗石、混凝土材料加上飞檐大屋顶的做法，由美国建筑师茂飞大力提倡，在民国建筑史上别具一格。茂飞整体设计规划了燕京大学、金陵大学等教会学校的校园，其中像未名湖畔的博雅塔，集水塔的功能和古典琉璃塔的美观于一体，成为经典。受其启示，留美深造并在茂飞纽约和上海事务所任职的建筑师吕彦直，荣获南京中山陵设计方案竞赛首奖。他设计的南京中山陵以及广州的中山纪念堂和纪念碑，都是民国时期礼制建筑中的出色代表。响应并实践“中国古典复兴”这一理念的，还有美国建筑师开尔斯，曾参加中山陵设计方案竞赛，获荣誉奖第三名。后应邀主持设计国立武汉大学，在东湖南侧珞珈山规划了校园，构思精当，布局合理，成为体现民族建筑形式的又一著名作品。其他的公共建筑群的设计，如曾为德国“模范殖民地”的青岛，其保存的19世纪至20世纪之交的北欧建筑文化，使之成为富于德国韵味的城市。1949年前上海外滩以新古典主义、艺术装饰风格为主的建筑群为典范，其他的如哈尔滨保留的俄国建筑，属于1896年到20世纪中期文化移民的产物，自成一格。

### 中华民国台湾时期
1949年後由中国國民黨統治的台湾地区，藝術發展附屬在教育體制之下，直到1955年才有專門培養藝術人才的國立藝術學校。但在同一時期，以李仲生為首的一群大陸來台畫家，成立東方畫會，試圖將美國的抽象表現主義與中國文化結合，稱作現代中國繪畫，稍晚五月畫會也有類似的舉措。针对于文化大革命，中华民国政府于1966年发起中华文化复兴运动。1971年中華民國退出聯合國會員國及常任理事國的席次，引起台灣社會極大的波動，關懷台灣本土的文學鄉土主義開始盛行，影響到美術發展。當時如席德進描寫台灣鄉間風景，並關注台灣傳統建築民居，開啟台灣古蹟保護的發展。

### 中华人民共和国时期

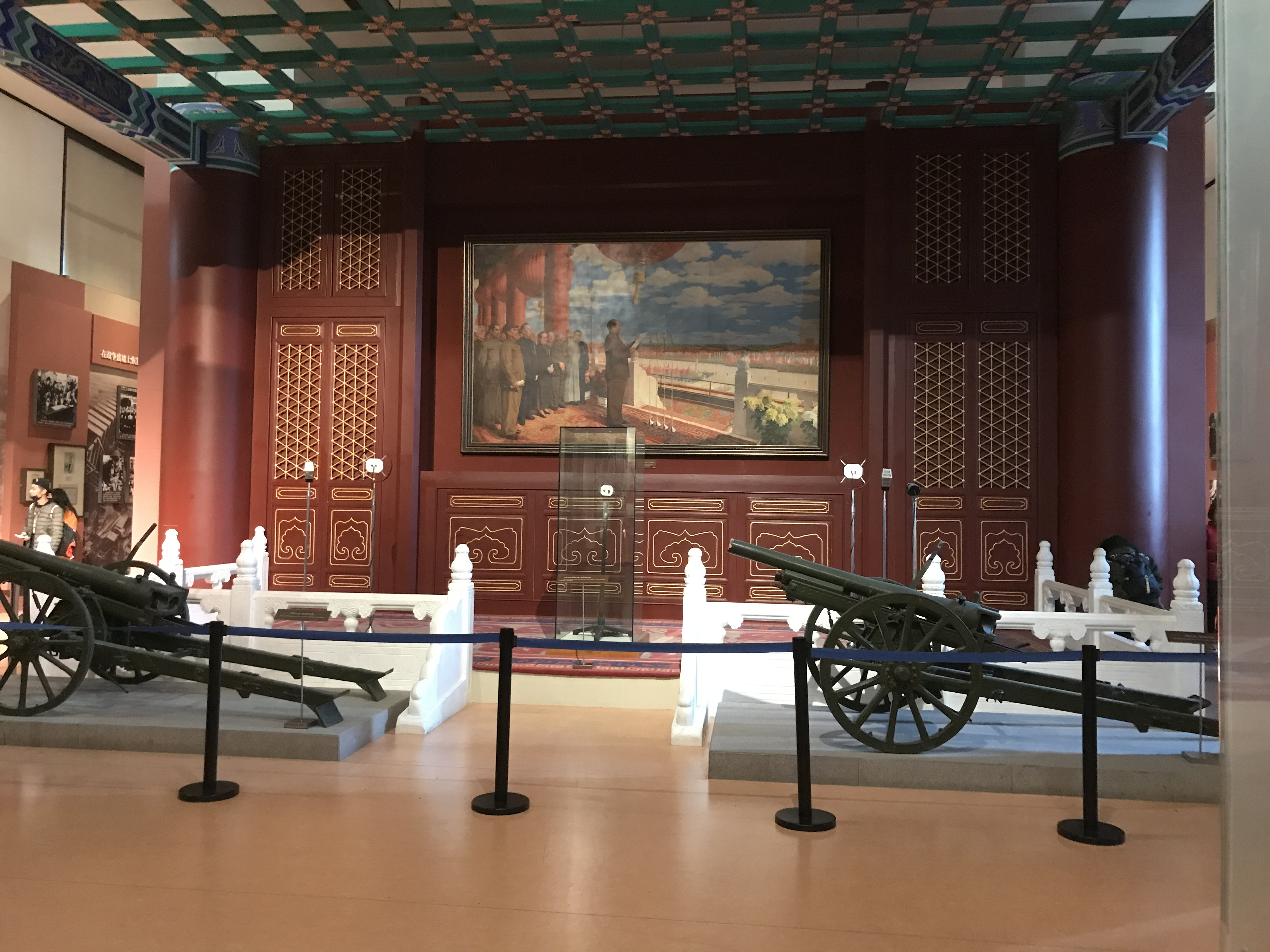
《开国大典》（董希文，1953年）与1949年10月1日开国大典相关文物在中国国家博物馆一同展出

中华人民共和国成立以来，中国绘画艺术在国家意识形态主导、社会政治变革与国际文化交流的交汇下，经历了多次发展阶段。整体上，中国绘画在中华人民共和国初期确立以现实主义为主导的创作方向，历经文化大革命时期的政治宣传功能化，到改革开放后多元化发展的阶段。中华人民共和国成立初期，绘画创作服务于社会主义建设与国家宣传。1950年代，文艺在“为人民服务”下进行创作，中央美术学院、浙江美术学院等高等艺术院校在苏联援助下进行教学改革，确立了以写实主义为基础的“苏派”教学体系，中国共产党亦重视意识形态和历史题材的绘画创作，赞助与鼓励此类题材，著名作品有詹建俊《狼牙山五壮士》，魏景山《攻占总统府》等。另一方面，文化大革命前的十七年里，中国共产党提出“百花齐放，百家争鸣”的政策，使艺术创作在局部开放的语境中进行。中国传统绘画在此出现变革，艺术家不再追求以往画面中的 “古意”“自然”等文人画审美的要素，转向表现现实生活，描绘劳作的场景，称之为“新国画”。黄宾虹、齐白石、潘天寿、傅抱石、李可染等艺术家活跃一时，代表作有李可染《夕照中的重庆城》，傅抱石，关山月《江山如此多娇》。建筑与油画方面，北京的十大建筑中的人民大会堂和人民英雄纪念碑，董希文的油画《开国大典》都是这一时期的代表。
1966年文化大革命开始，一些艺术家被归入“右派”，受到迫害。而“黑画”事件，使包括李可染、黄永玉、林风眠、丰子恺、李苦禅在内的上百位画家受到牵连。文革期间，美术创作被中央文革小组控制，开始转向高度政治化与工具化，推出适合政治宣传需要的摄影、绘画、戏剧、电影、音乐。中央工艺美术学院的本科生刘春华创作的油画《毛主席去安源》，其画片能够发行到九亿张，超过当时中国的人口数量。这些美术样板与其后的“样板戏”，共同形成了文化革命时期的的艺术语言，文化大革命时期亦有其他的美术发展，如陕西户县农民画，上海工农兵美术创作组等，这些作品并通过《人民画报》《中国文学》等媒体，由中国国际书店经营向世界各地发行。
1976年文化大革命结束，中国的美术创作进入了一个对文化大革命及中国文化和历史进行全面反思的时期，出现了“伤痕美术”。伤痕美术受到了文学的启发和影响，创作题材为关于知识分子和老干部受迫害与知识青年在文化大革命中的人生经历有关的内容。代表人物有张红年，王川、何多苓。而文革后的思想解放运动则影响了一些非学院派艺术家，他们嘲讽专制，注重对未来和个人的憧憬，著名的组织有“星星画派”，“无名画派”等。

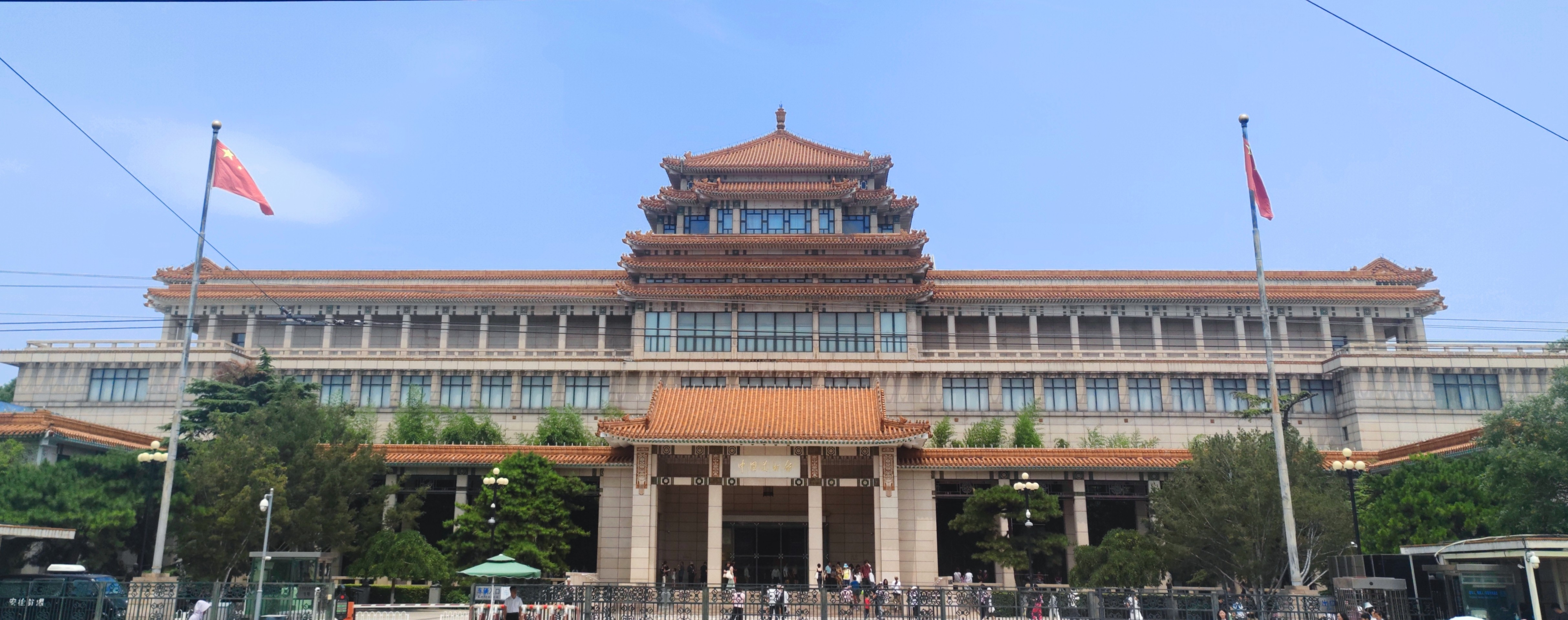
1989年2月5日，中国美术馆举行的“中国现代艺术大展”对中华人民共和国美术影响深远，图为中国美术馆外景

改革開放后，西方的當代藝術進入中國，影響中國當代藝術的發展。与思想解放运动共同促进了中国美术朝着多元化方向发展。艺术创作出现了照相写实主义如罗中立、何多苓等为代表的“四川画派”。写实油画如陈丹青的《西藏组画》。其他的艺术创作还有黄永砅等人的“厦门达达”，谷文达的水墨实验，王广义的“后古典系列”等。其中，1985年前后兴起的“85新潮”，是中华人民共和国历史上的第一次当代艺术运动，标志着中国当代艺术的诞生。1989年2月5日，中国美术馆举行“中国现代艺术大展”，参展者肖鲁使用枪击行为完成其以与合作者唐宋的《对话》装置作品，引发关注。该行为有违于组委会“不许有行为艺术”的规定，并立刻引来地方政府的干预，导致该馆闭馆一天和展览的天折。同一年的六四事件改变了此后中国现代艺术的进程。在新一轮清洗“资产阶级自由化”过程中，许多艺术派别和个人逐渐摆脱国家意识的左右，开始注重发现和表达独特的自我。一些画家于北京建立了北京东村，形成独立的艺术家群体，这期间的代表作品如王兴伟的油画《东方之路》，是对1967年《毛主席去安源》的视觉讽喻，表现了两种不同的风格传统。21世纪以来，中华人民共和国的美术向国画、油画、水彩、综合材料等门类多元发展。地方美术院校与画院成为区域艺术发展的重要平台。民营美术馆与商业画廊在艺术推广与市场构建方面日益活跃，在北京798等艺术区聚集大量新兴艺术力量。

## 中国画理论
- 古畫品錄
- 临泉高致
- 南北宗论

## 延伸閱讀
- Richard M. Barnhart u.a.: Three Thousand Years of Chinese Painting. New Haven 2002, ISBN 0300094477
- Franca Bedin: Wie erkenne ich chinesische Kunst?. Stuttgart 1987, ISBN 3763019944
- James Cahill: Die Chinesische Malerei. Genf 1960, ASIN B0000BL9NB
- James Cahill: Chinesische Malerei 11-14. Jahrhundert. Hannover 1961, ASIN B0000BH1OW
- Lee Yuan-Yuan and Shen, Sinyan. Chinese Musical Instruments (Chinese Music Monograph Series). 1999. Chinese Music Society of North America Press. ISBN 1-880464039
- Lilian Chi u.a.: A Dictionary of Chinese Ceramics. Singapur 2003, ISBN 9810460236
- Craig Clunas: Art in China. Oxford 1997, ISBN 0192842072
- | 中國                                                                                                                                                                           |
| --- |
| |
| 中国历史年表 - 朝代 - 近代史 明史 - 清史 - 民國史 - 共和国史 文化史 - 史前文化 - 传说时代                                                                                      |
| 中国地理疆域 - 边界 - 首都 - 区划 - 時區 气候 - 地圖 - 环境 - 地质 - 生物 |
| 中國政治法制（史） - 吏治史 - 职官制度 - 政党 - 军事 - 外交 |
| 中国经济农业 - 货币 - 外贸 - 交通 - 旅游 大陆经济 |
| 中国人文语言 - 文字 - 姓名 - 人口（史） - 民族 |
| 中国文化神话 - 思想 - 哲学 - 文學 - 宗教（史） 饮食 - 服饰 - 建築 - 文物 - 節日 - 民俗 - 教育 科学 - 五术（医学 - 術數） - 武术 藝術 - 书法 - 油画 - 国画 - 音乐 - 戏曲 - 电影 |
| 中国主题 |
| 论 编 |Salvatore Diglio: Urban Development and Historic Heritage Protection in Shanghai. in: Fabio Maniscalco (Hrsg.): Web Journal on Cultural Patrimony. Napoli 1.2006. ISSN 1827-8868
- David Gowers u.a.: Chinese Jade from the Neolithic to the Qing. Chicago 2002, ISBN 1588860337
- Shen, Sinyan. China:  A Journey into Its Musical Art (Chinese Music Monograph Series). 2001. Chinese Music Society of North America Press. ISBN 1-880464071
- Shen, Sinyan. Chinese Music in the 20th Century (Chinese Music Monograph Series). 2001. Chinese Music Society of North America Press. ISBN 1-880464047
- Stephen Little: Taoism and the Arts of China. Berkeley 2000, ISBN 0520227840
- Eugen Feifel: Geschichte der chinesischen Literatur. Darmstadt 1959, ASIN B0000BLWK8
- Prudence Oliver Harper: China. Dawn Of A Golden Age (200-750 AD). New Haven 2004, ISBN 0300104871
- Gloria und Robert Mascarelli: The Ceramics of China, 5000 BC to 1900 AD. Lancaster PA 2003, ISBN 0764318438.
- Gerhard Pommeranz-Liedtke: Chinesisches Kunstschaffen - Gegenwart und Tradition. Berlin 1954, ASIN B0000BMFSI
- Helwig Schmidt-Glintzer: Geschichte der chinesischen Literatur. München 1999, ISBN 3406453376
- Peter Charles Sturman: Mi Fu: Style and the Art of Calligraphy in Northern Song China. New Haven 2004, ISBN 0300104871
- Michael Sullivan: The Arts of China. Berkeley 2000, ISBN 0520218779
- Mary Tregear: Chinese Art. London/New York 1997, ISBN 0500202990
- Renée Violet: Einführung in die Kunst Chinas. Leipzig 1986, ISBN 3363000901
- Watson, W., The Arts of China to AD 1900 (Yale University Press, 1995).
- William Watson: The Arts of China to AD 900. New Haven 1995, ISBN 0300059892
- 譚旦冏，中華藝術史綱。台北：光復書局，1973。
- 永田英正：〈汉代石刻概说（上）（页面存档备份，存于）〉。
- 永田英正：〈汉代石刻概说（下）（页面存档备份，存于）〉。